# Biserica reformată din Ghindari

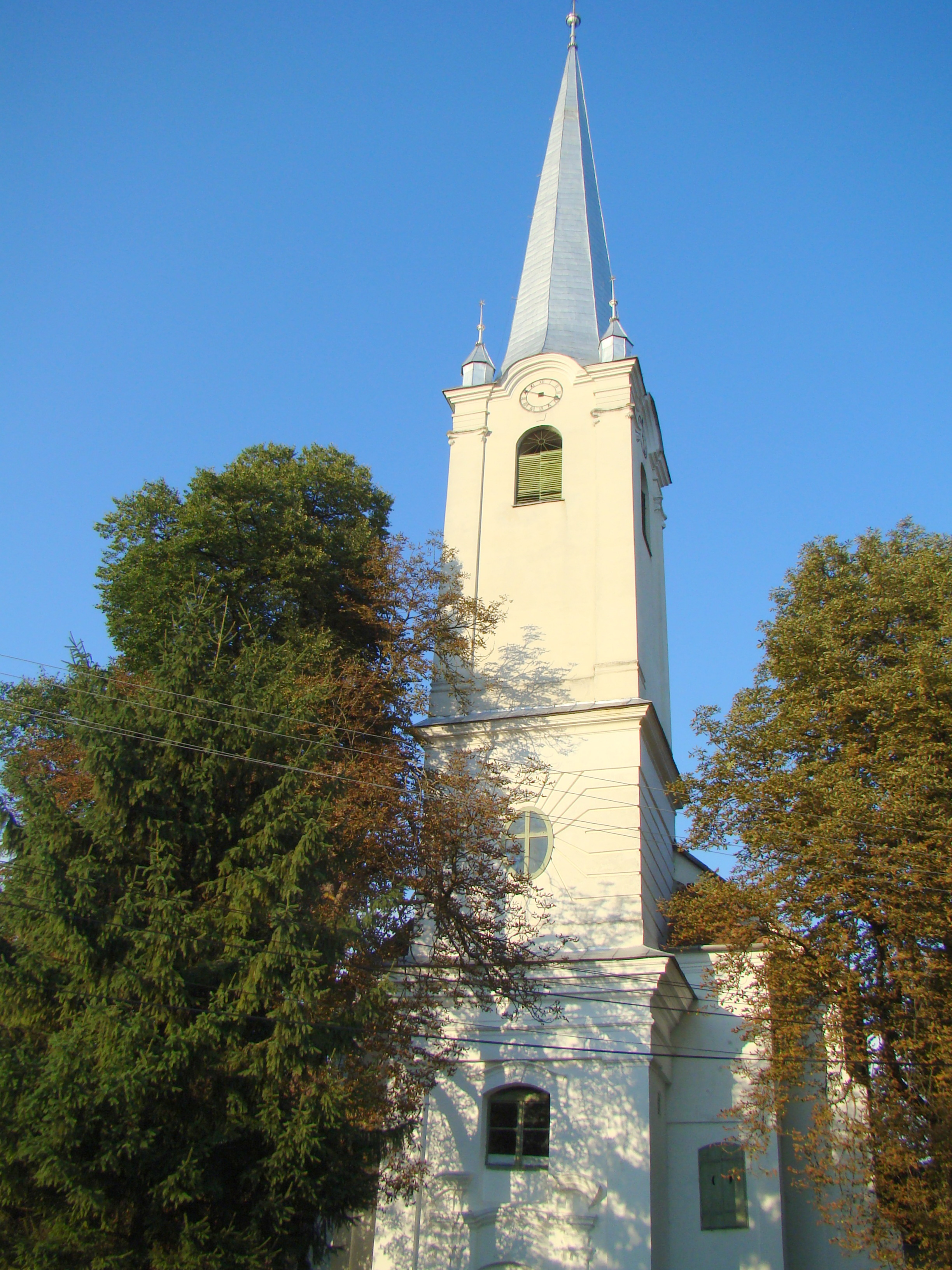
Biserica reformată din Ghindari, comuna Ghindari, județul Mureș, foto: august 2017.

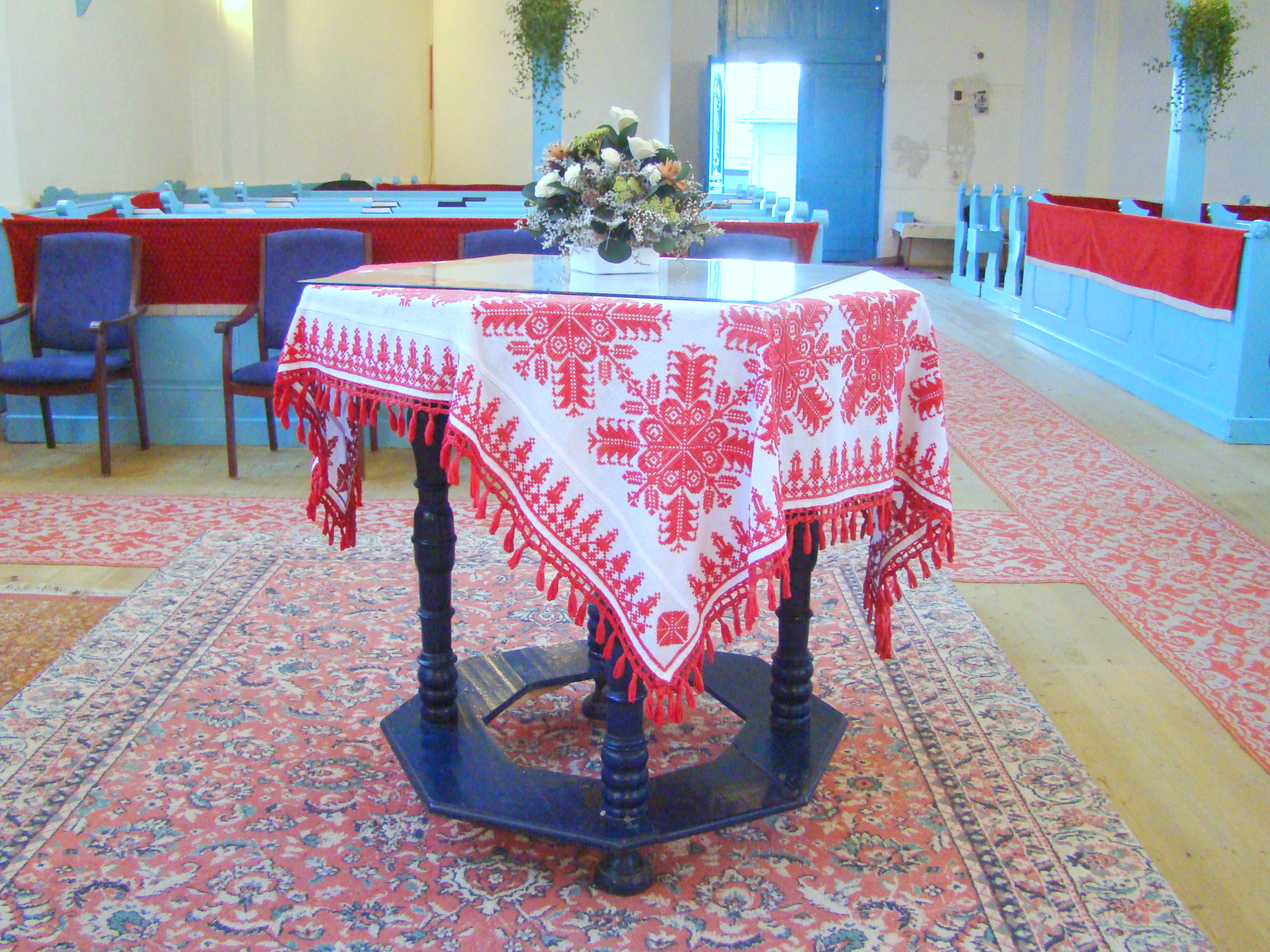
Masa Domnului

Biserica reformată din Ghindari, comuna Ghindari, județul Mureș, datează din secolul XIX. Biserica se află pe lista monumentelor istorice sub codul LMI:  MS-II-m-B-15682.

## Localitatea
Ghindari (în maghiară Makfalva) este satul de reședință al comunei cu același nume din județul Mureș, Transilvania, România. Numele satului a fost menționat pentru prima dată în 1507, într-un document care include numele lui Dózsa György.

## Biserica
Biserica, a doua în ordine cronologică, a fost construită între anii 1865-1868, din piatră și cărămidă. A fost restaurată în 1911, dar a fost folosită doar până în anii 1920, deoarece fundația s-a scufundat, punând stabilitatea construcției în pericol, biserica fiind reconstruită și finalizată în 1928. Turnul înalt de 54 de metri datează din 1797. Clopotul mai mic, cu o greutate de 198 kg, a fost turnat la Sibiu în 1922 și poartă inscripția: „ÚJRAÖNTTETTE A MAKFALVI REF.EGYHÁZKÖZSÉG HIVEINEK ALDOZAT KÉZSÉGE ÖNTÖTTE KISS ELEK 1985 MAROSVÁSÁRHELYEN”. Clopotul mare, cu o greutate de 504 kg, a fost realizat în 1807 și are inscripția: „ÖNTETTE TULAJDON MAGA KÖLTSÉGE ÁLTAL A MAKFALVI REFORMÁTA KERESZTYÉNEK ISTENES BUZGÓSÁGA. SEGESVÁRI BAUMGAERTNER JÁNOS MDCCC VII ELHASADT 23O KRG-AL MEGNAGYOBBIVA UJRA ÖNTETTE A  MAKFALVI REE HIVEK ADOMÁNYÁBÓL A MAKFALVI REF. EGYHÁZ 1959 ÉVBEN V.V.RASCANU-BUCUREST.” 
Comunitatea reformată din Ghindari numără cca 1000 de suflete. Pastorii care au slujit de-a lungul timpului în biserica reformată din Ghindari au fost: Fogarasi Mátyás (1665), Ajtai Huszár Mihály (1746), Simon Sámuel (1780), Szegedi József (1797), Vásárhelyi  István (1799), Szentsimoni István, Fogarasi János (1815), Szabó György (1830-1832), Rákosi  György (1833-1836), Sebestyén  István  (1836-1839),  Silvester  János (1839-1876), Benedek Dénes (1877-1915), Mihály Jenő (1915-1935), Balogh Ferenc (1935-1968), Kakassy Árpád (1969-1996), Kiss Károly  (1997–).

## Imagini din exterior

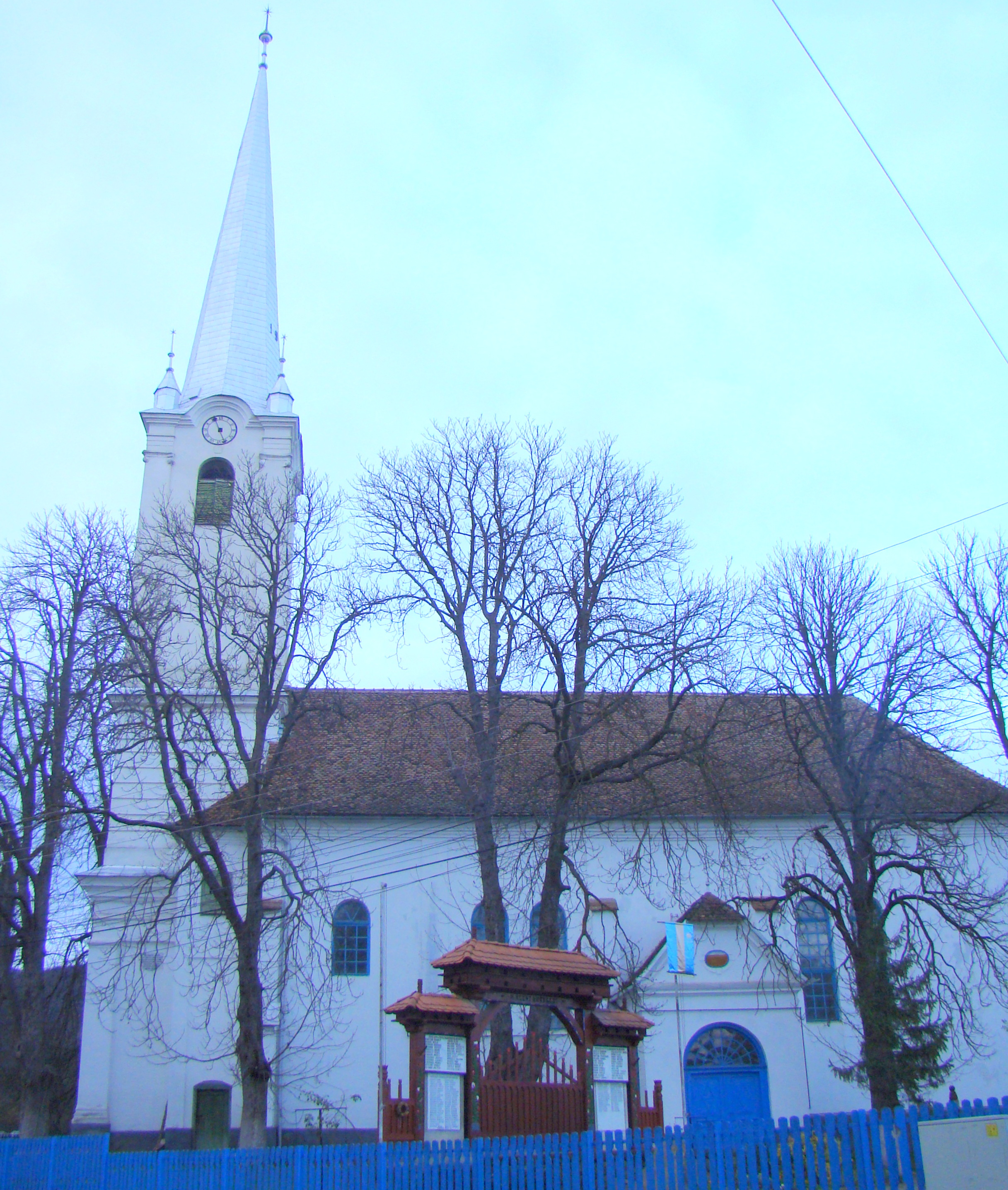
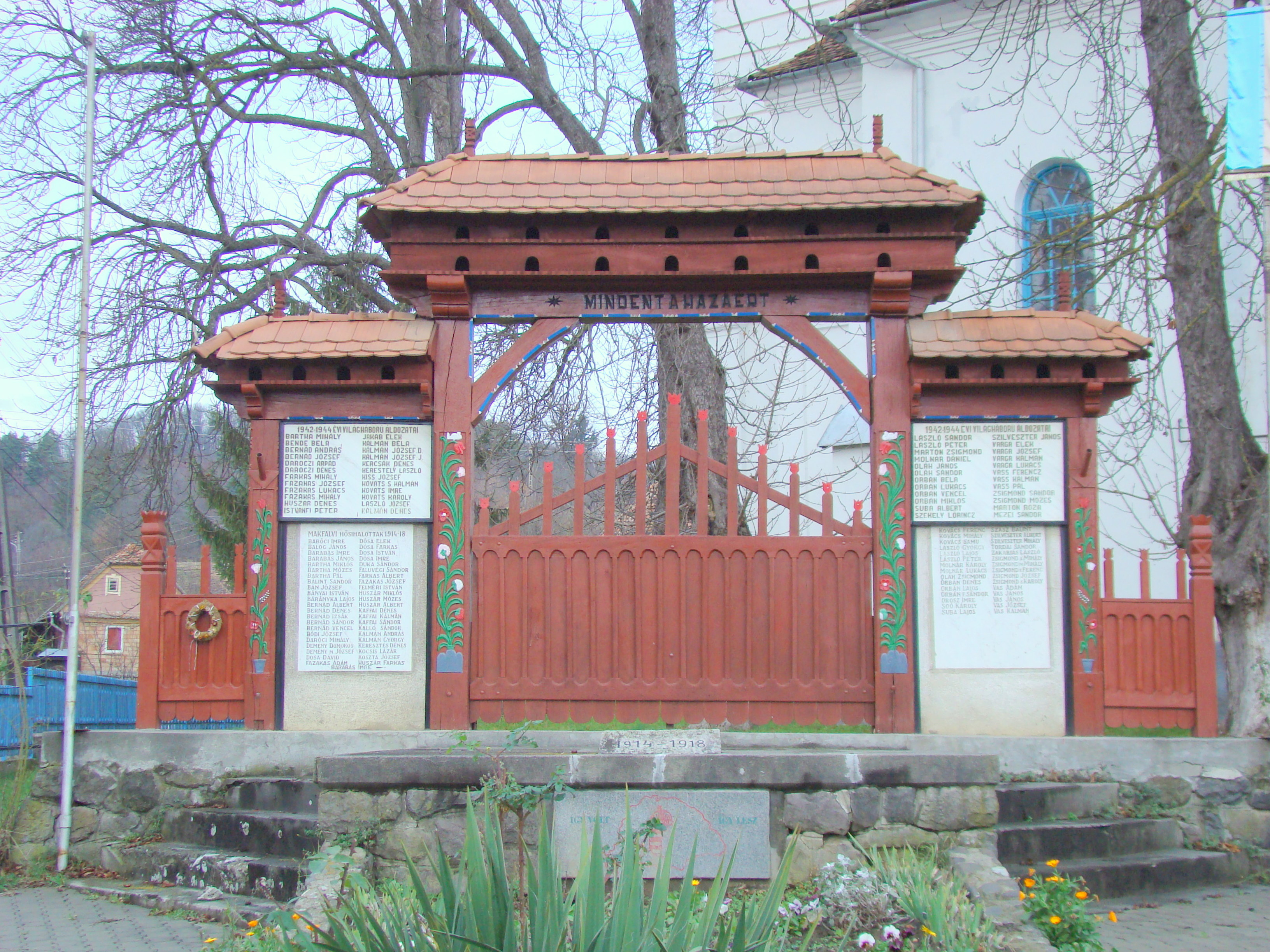
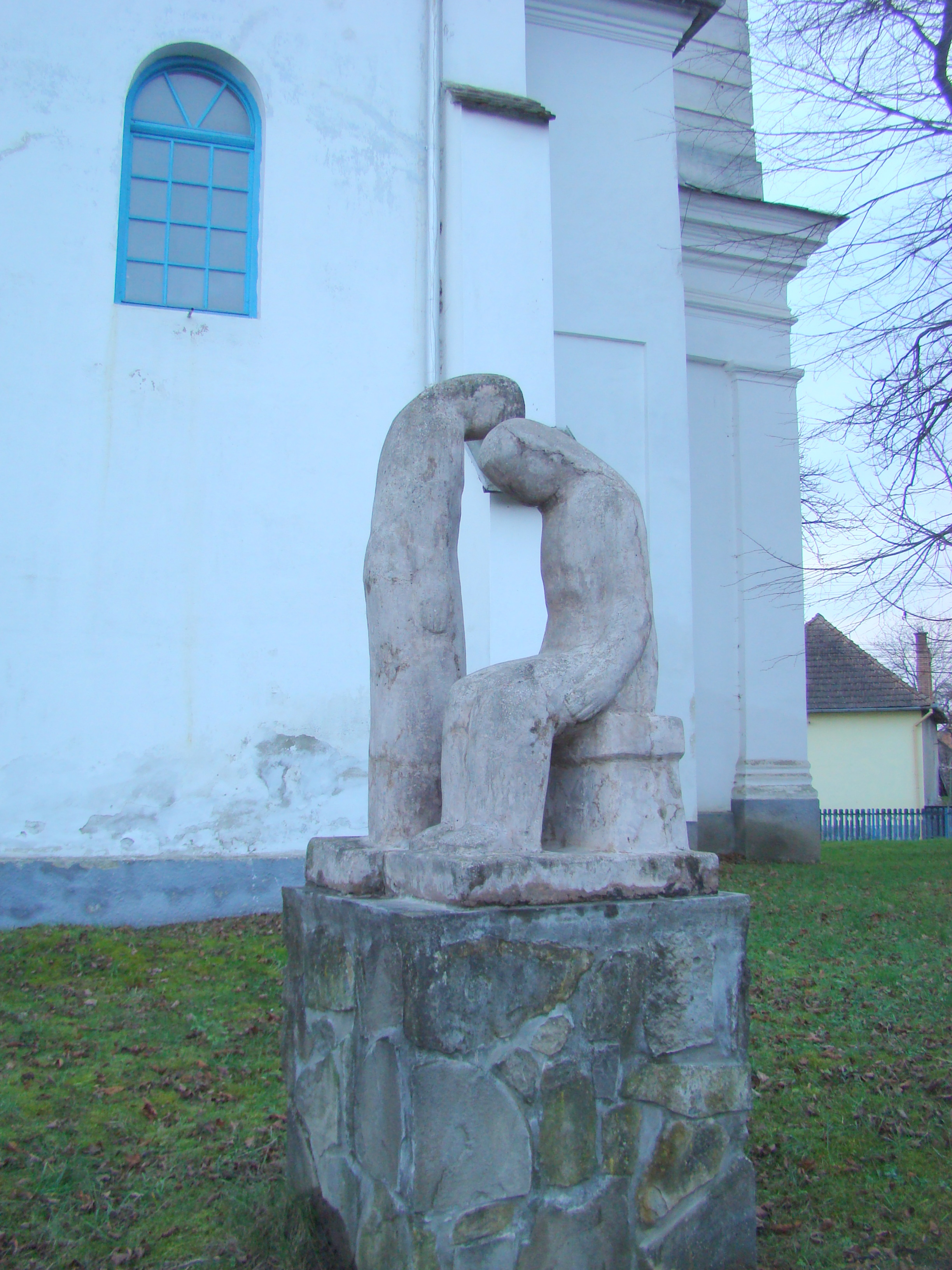
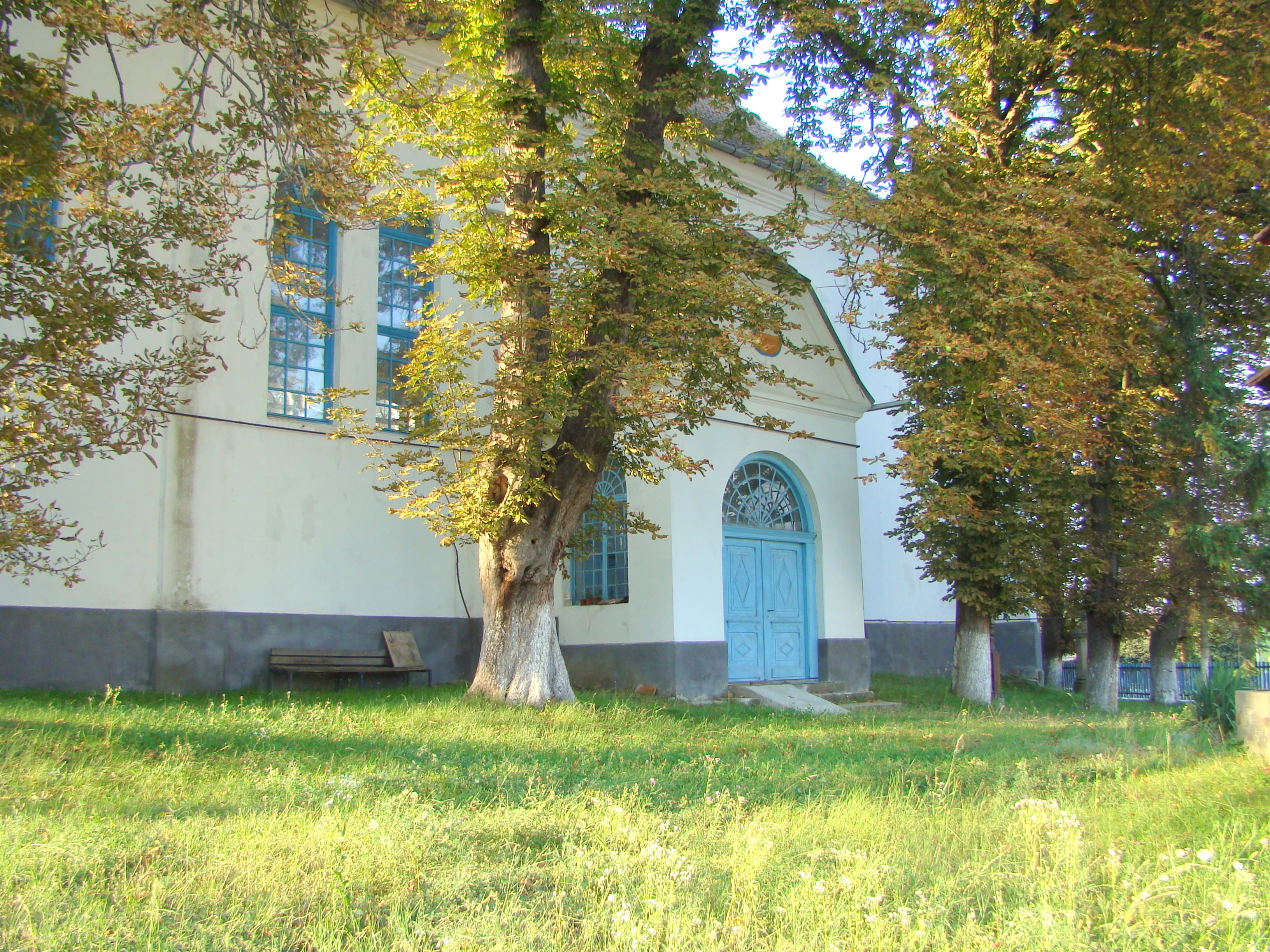
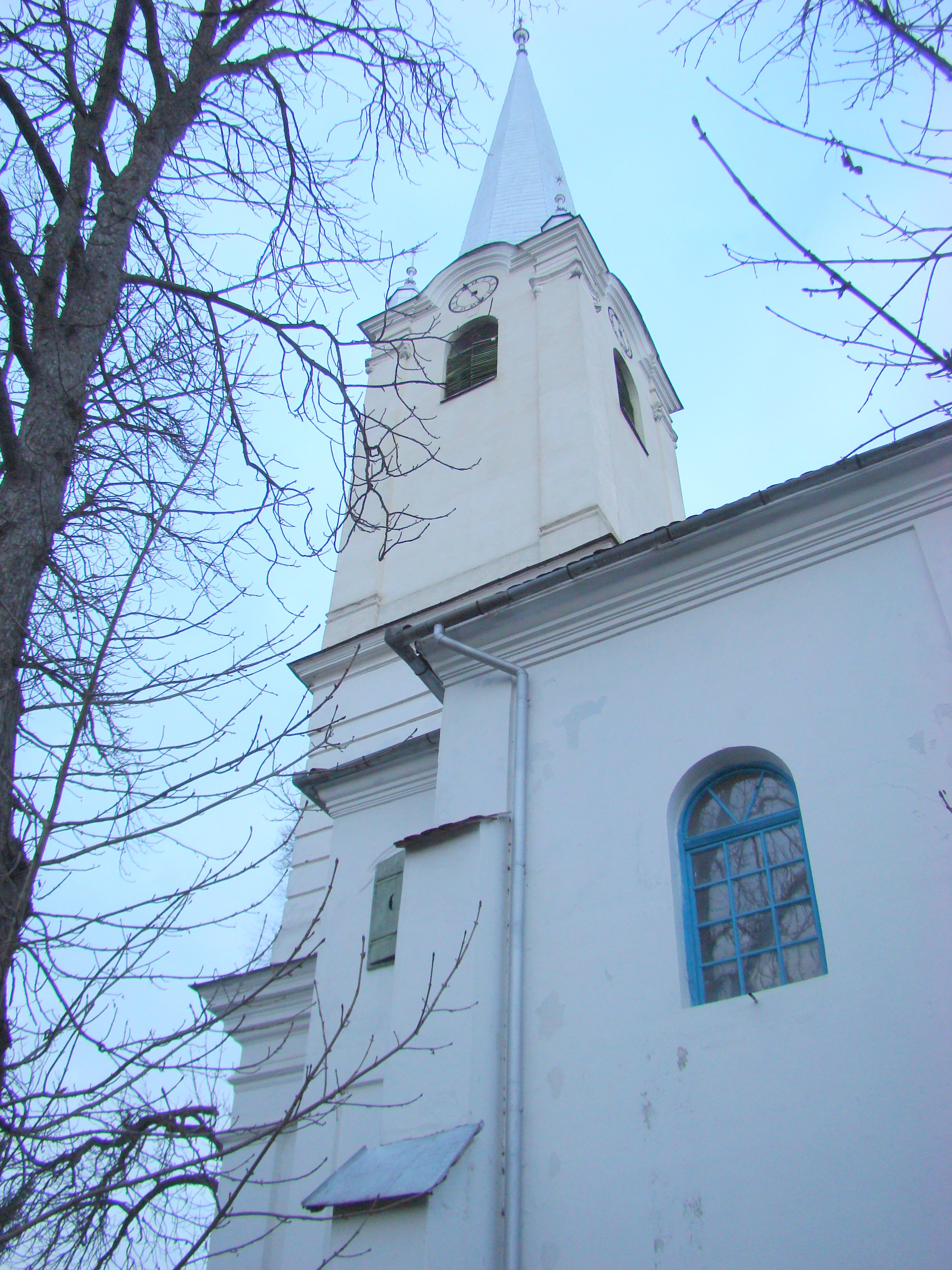
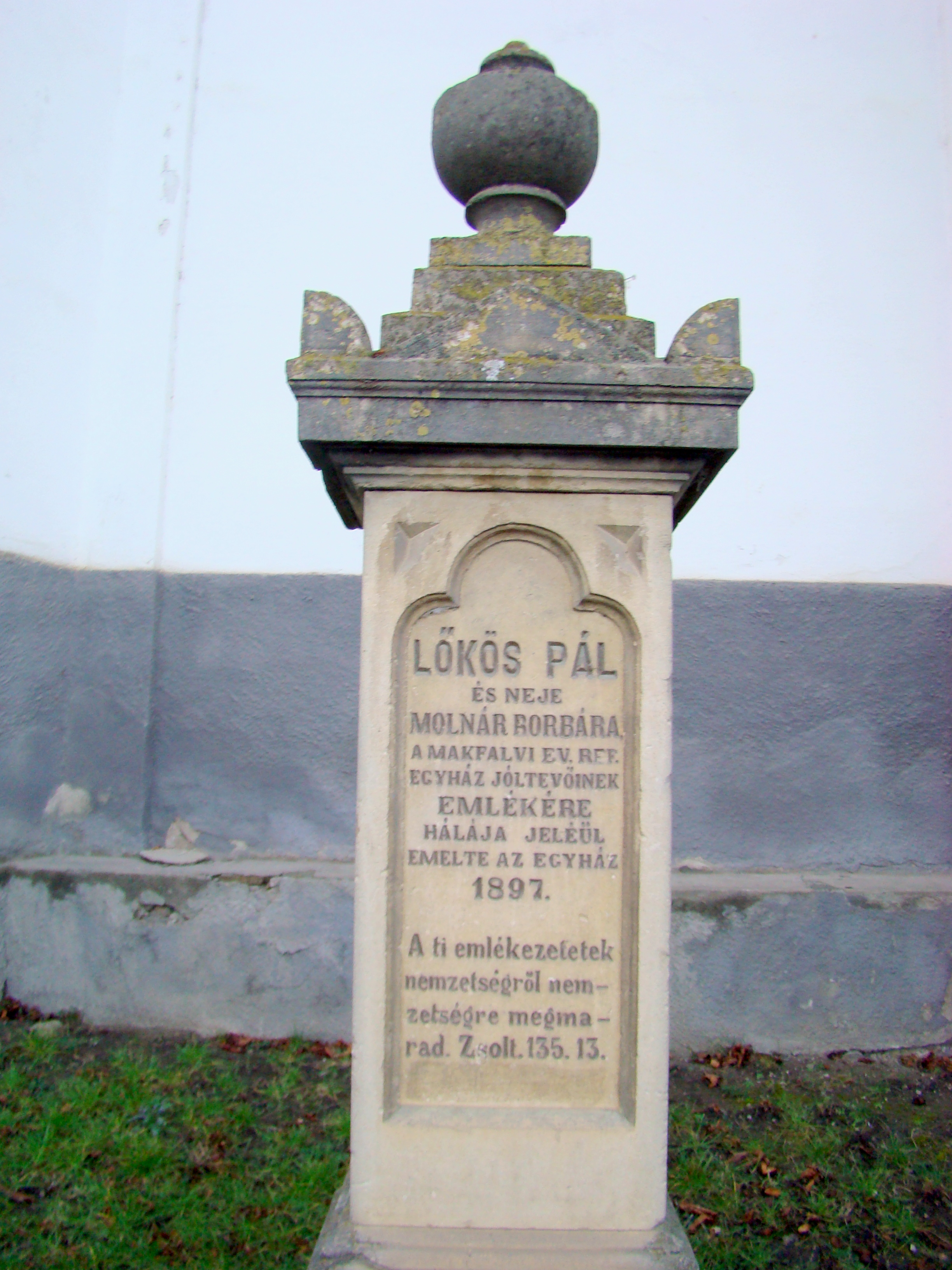
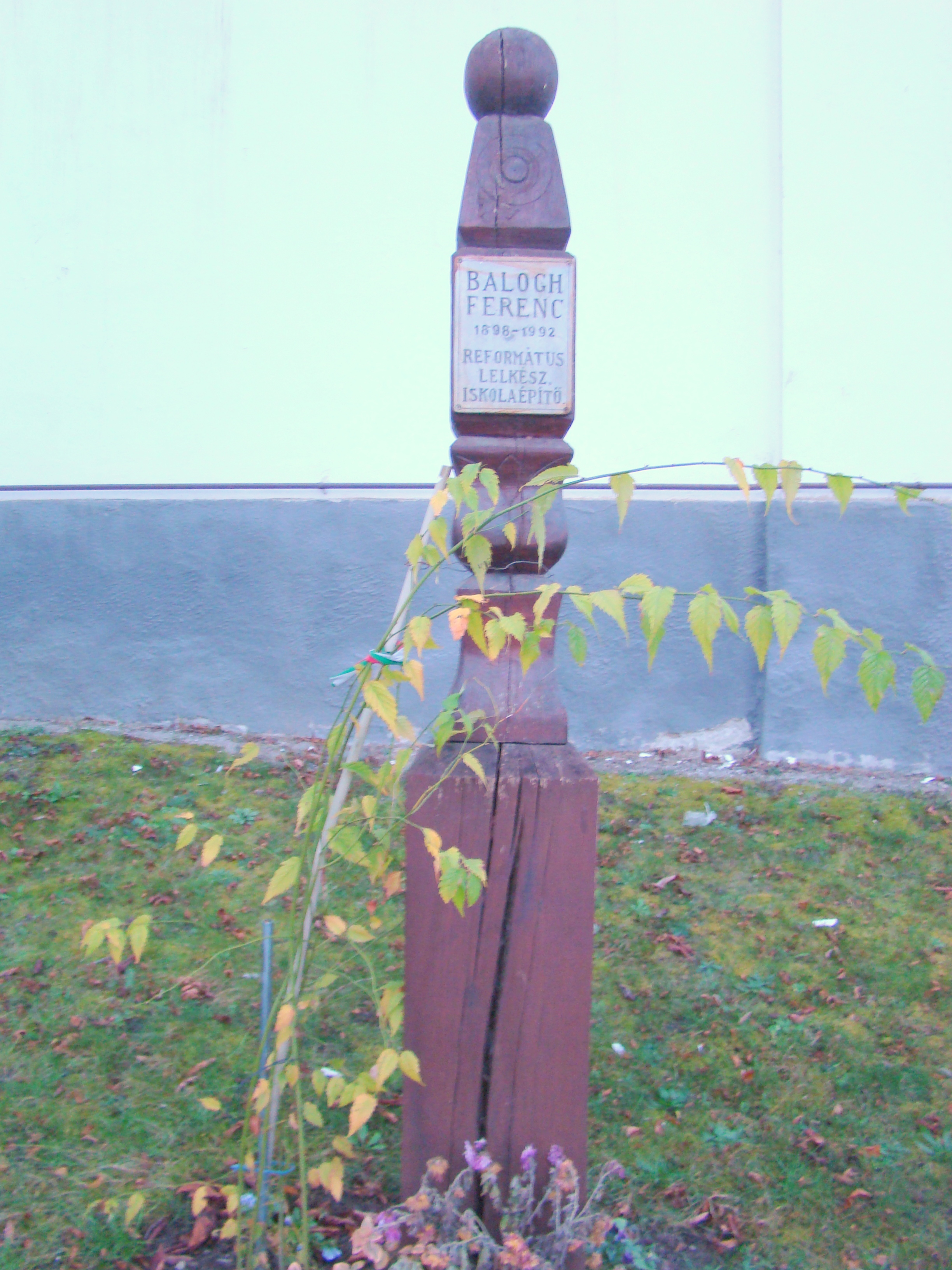
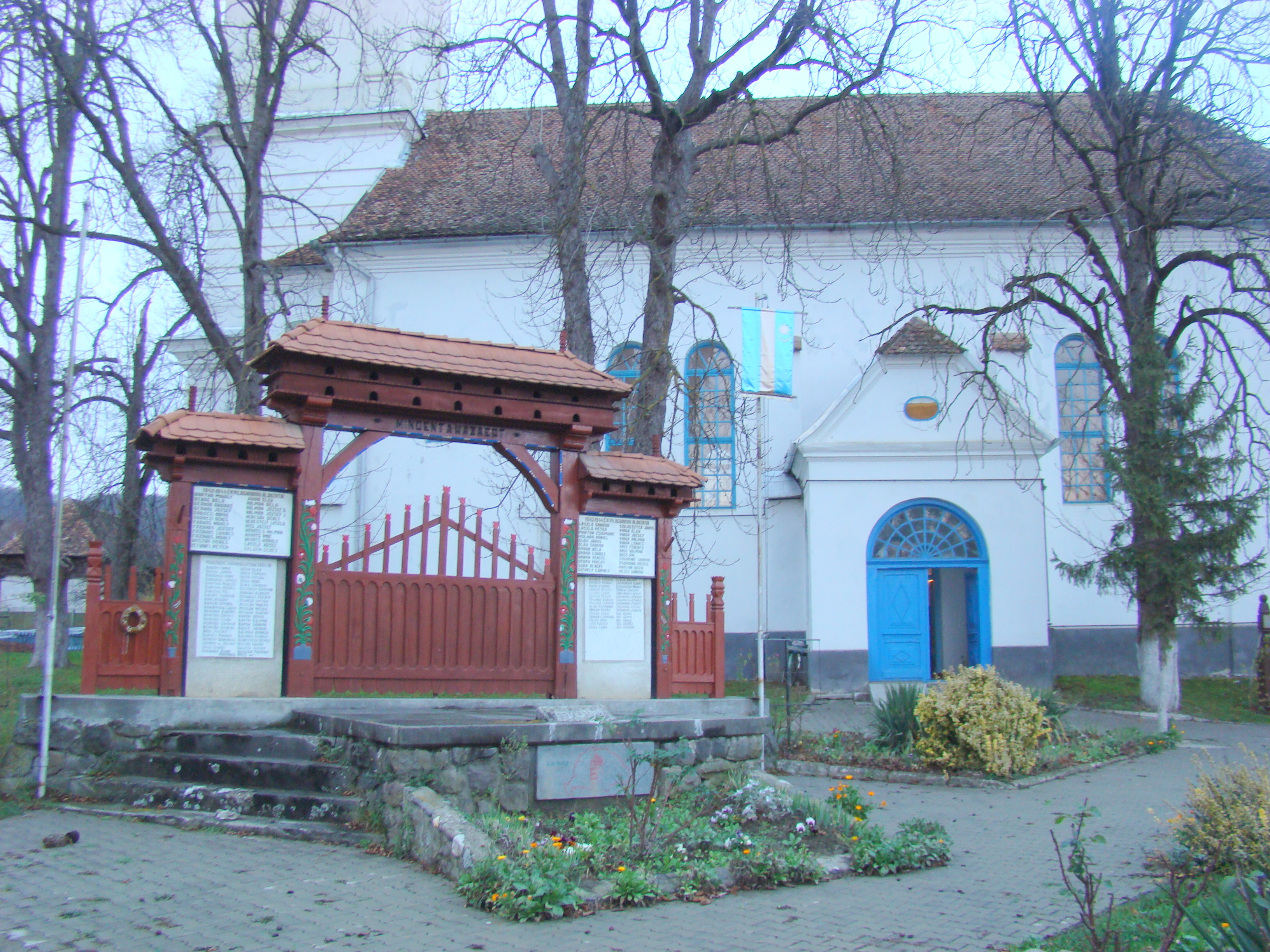
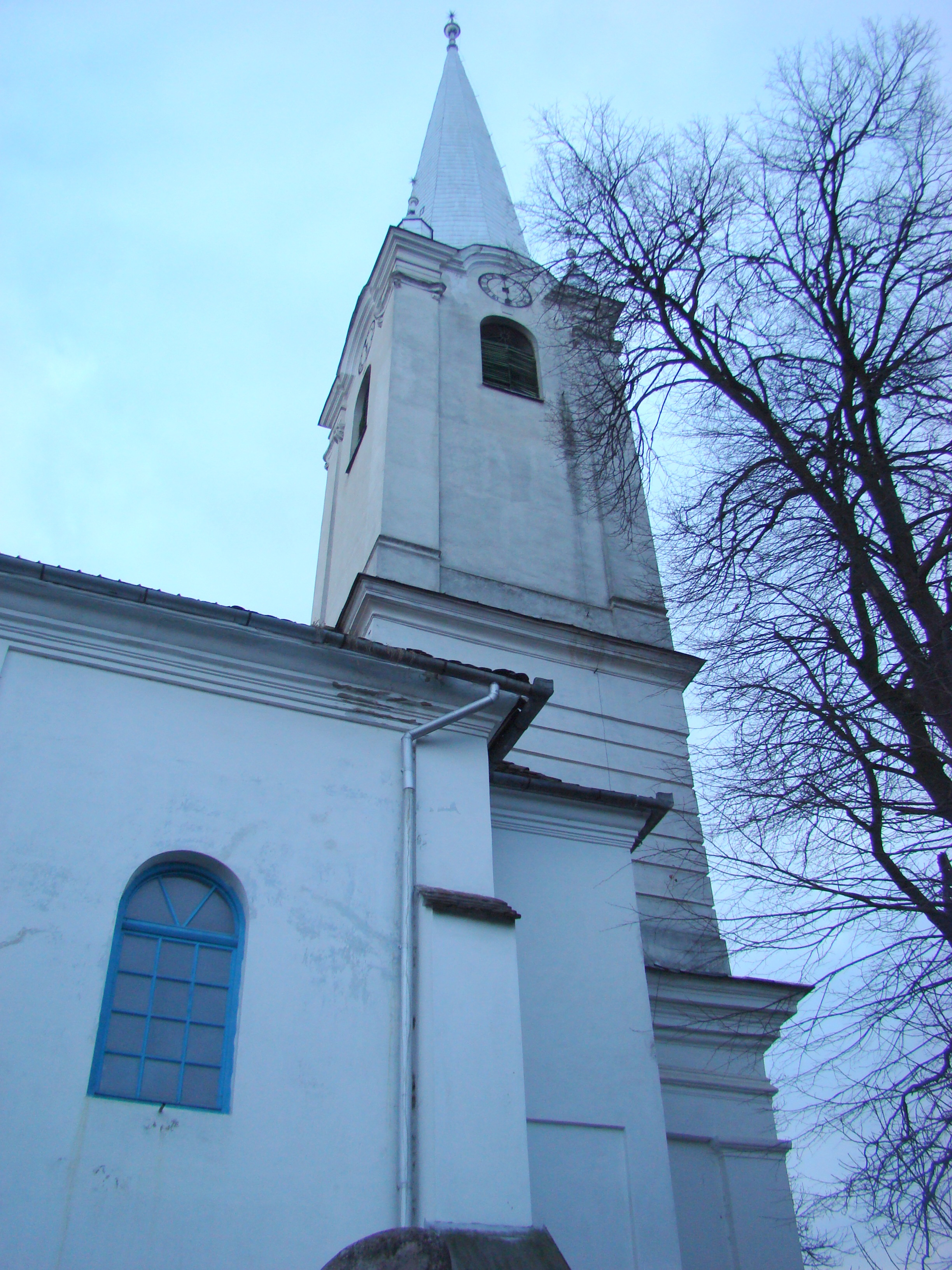
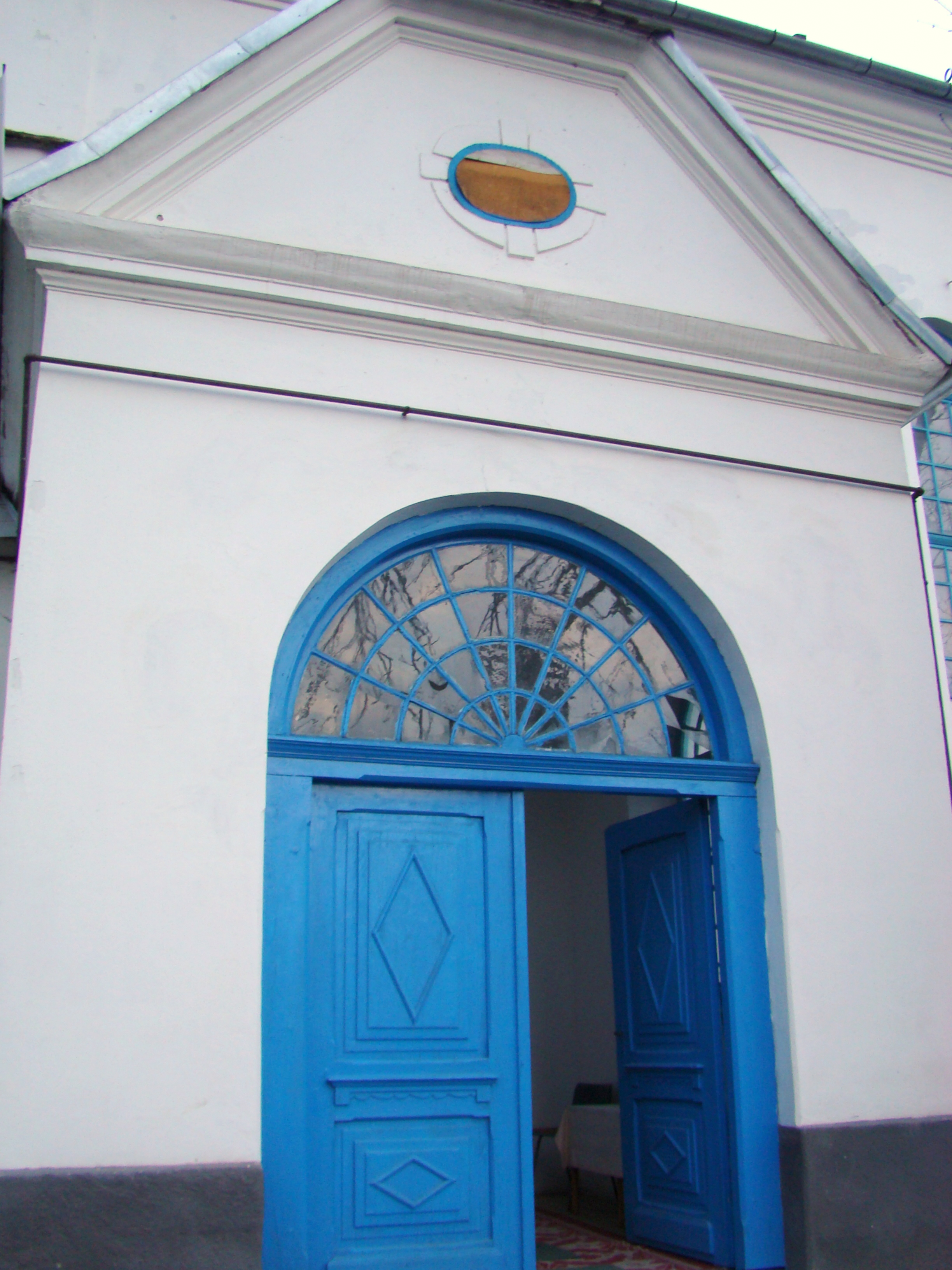
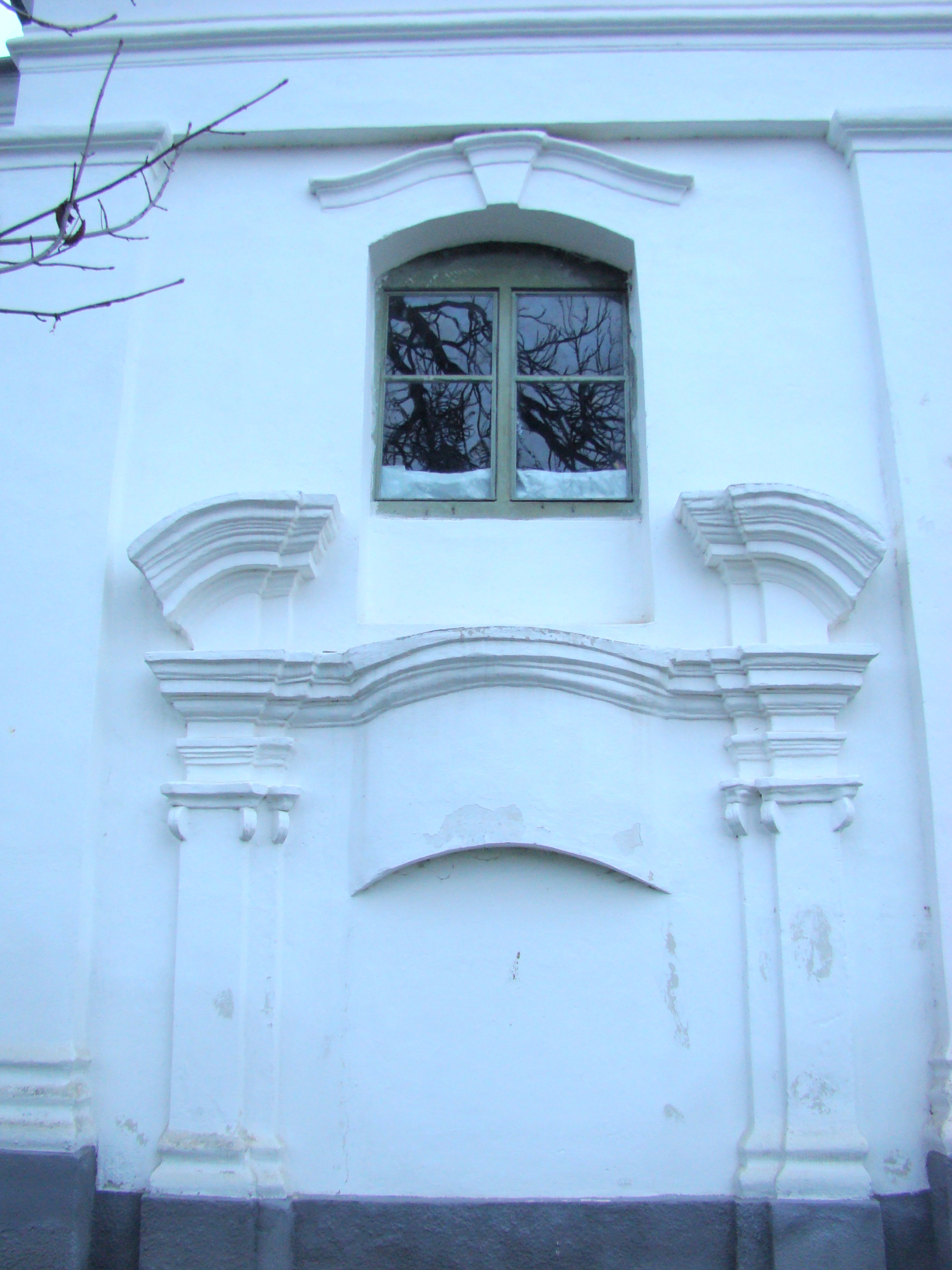
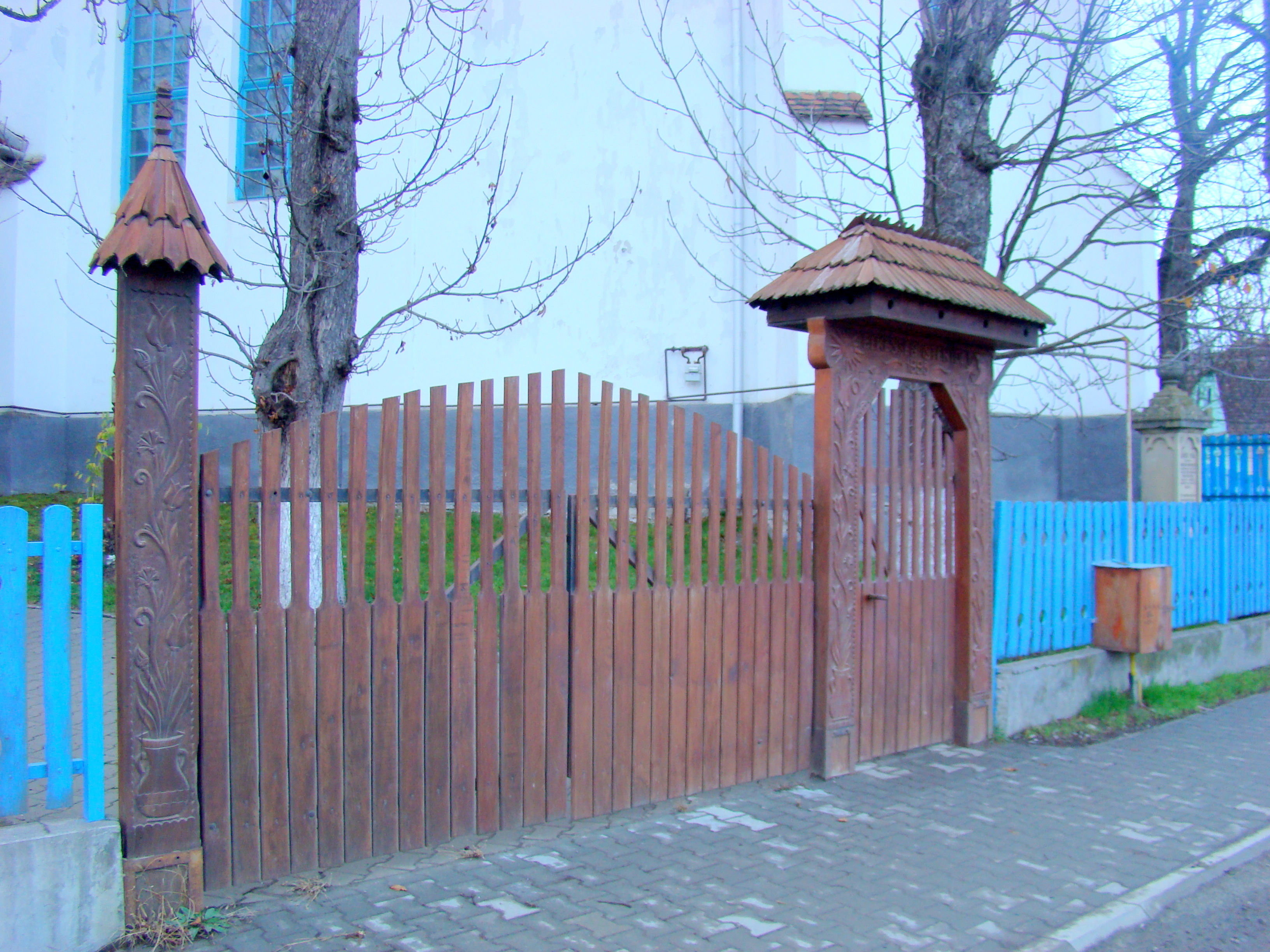
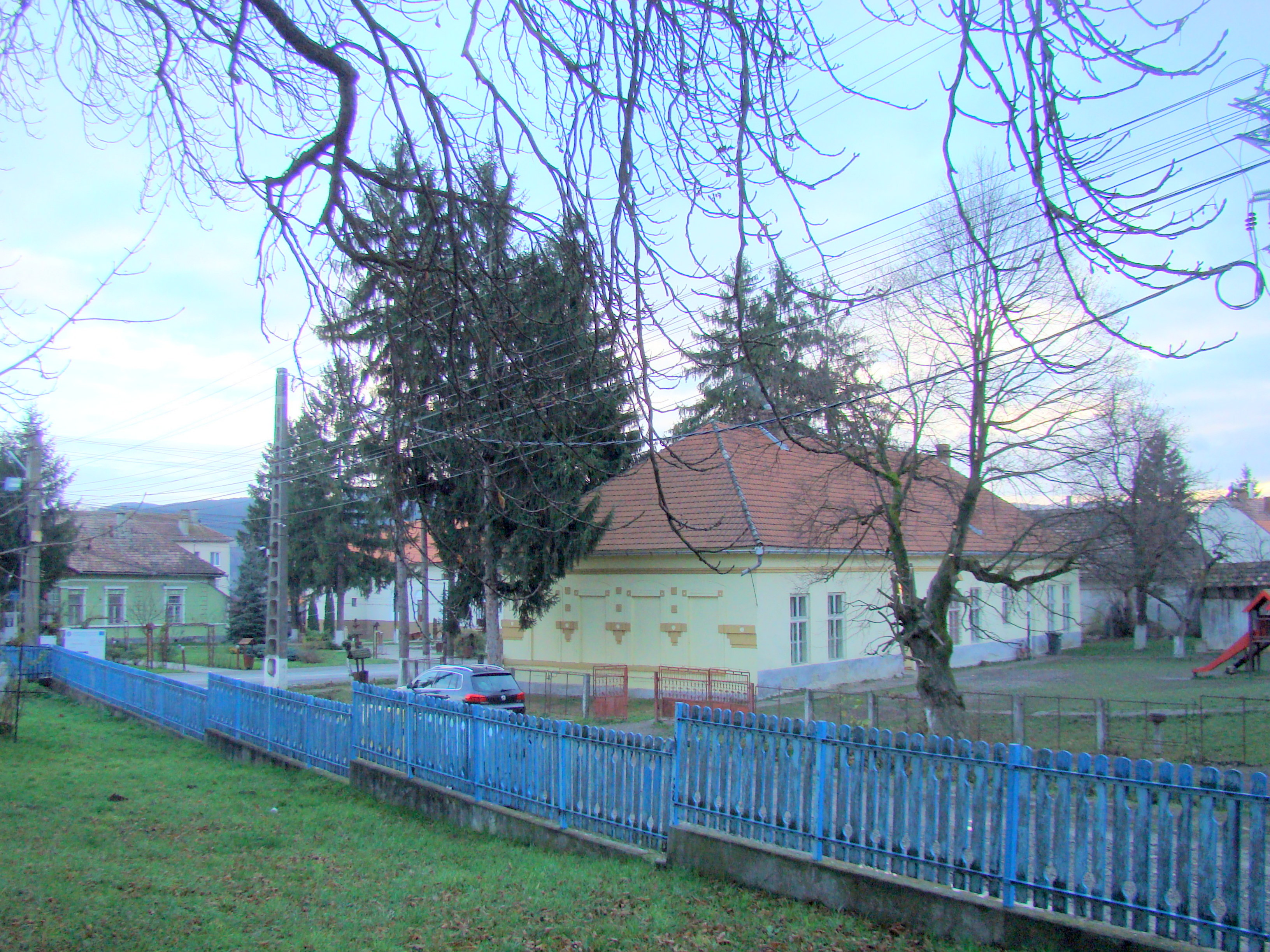
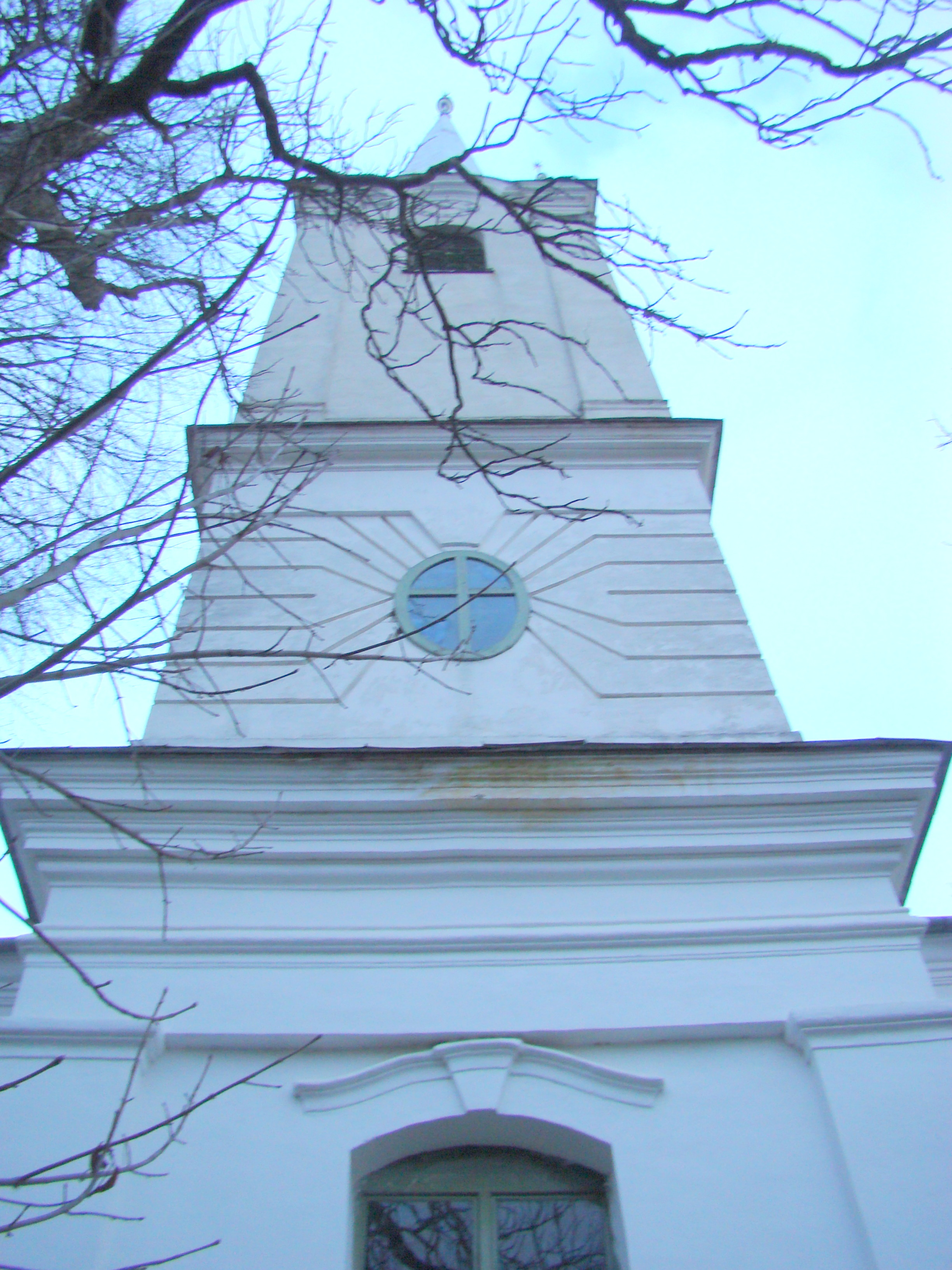
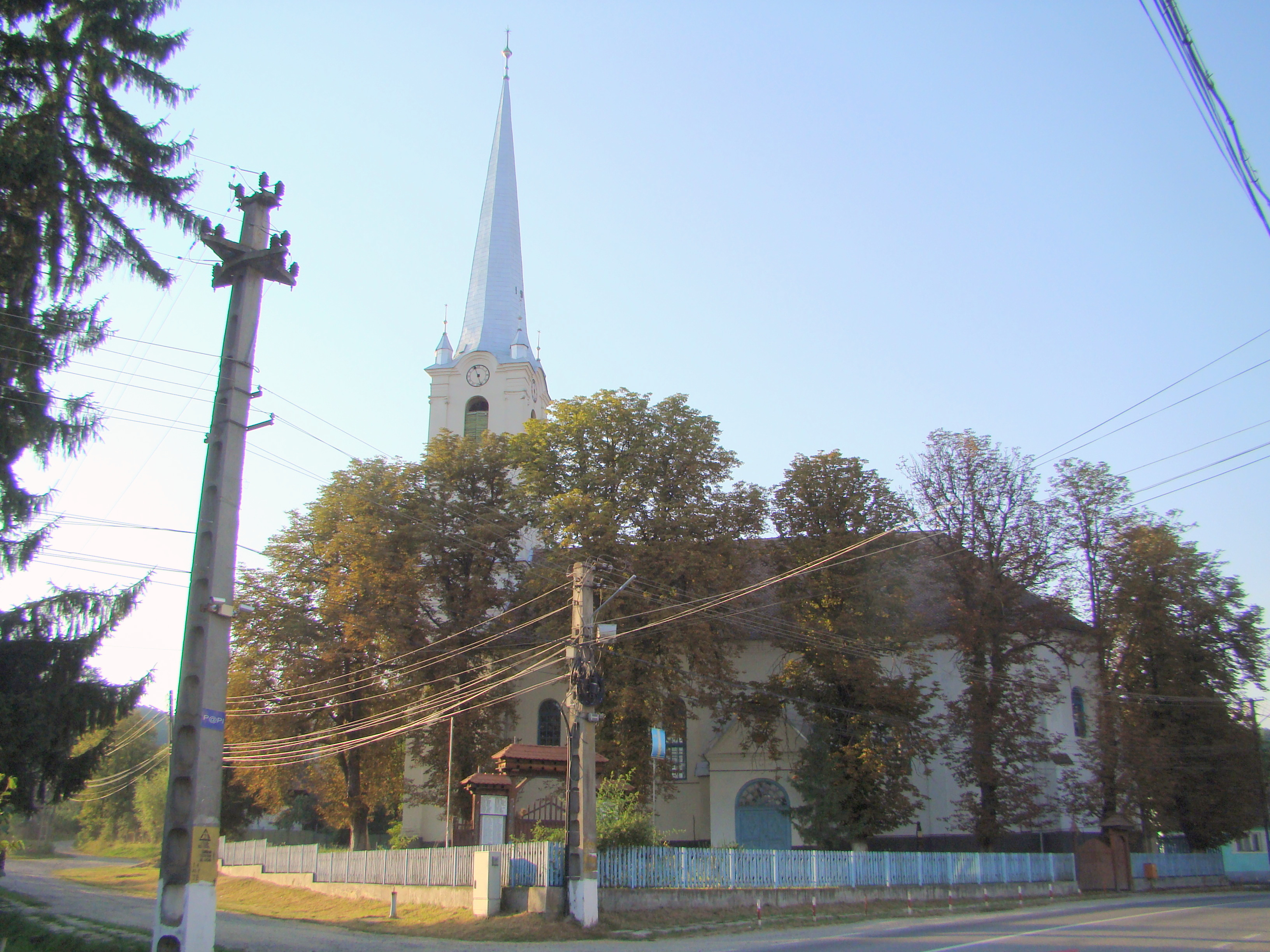
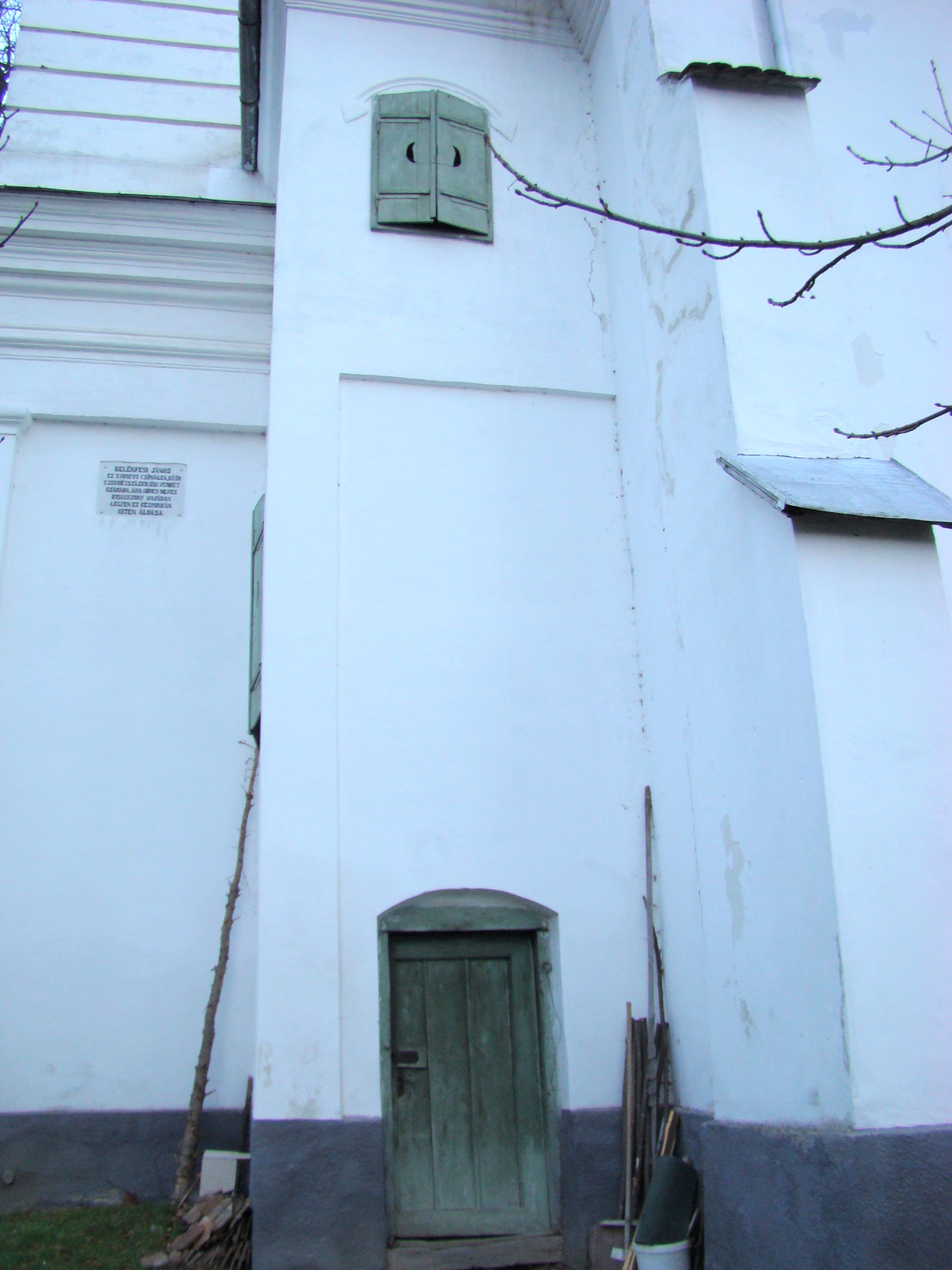
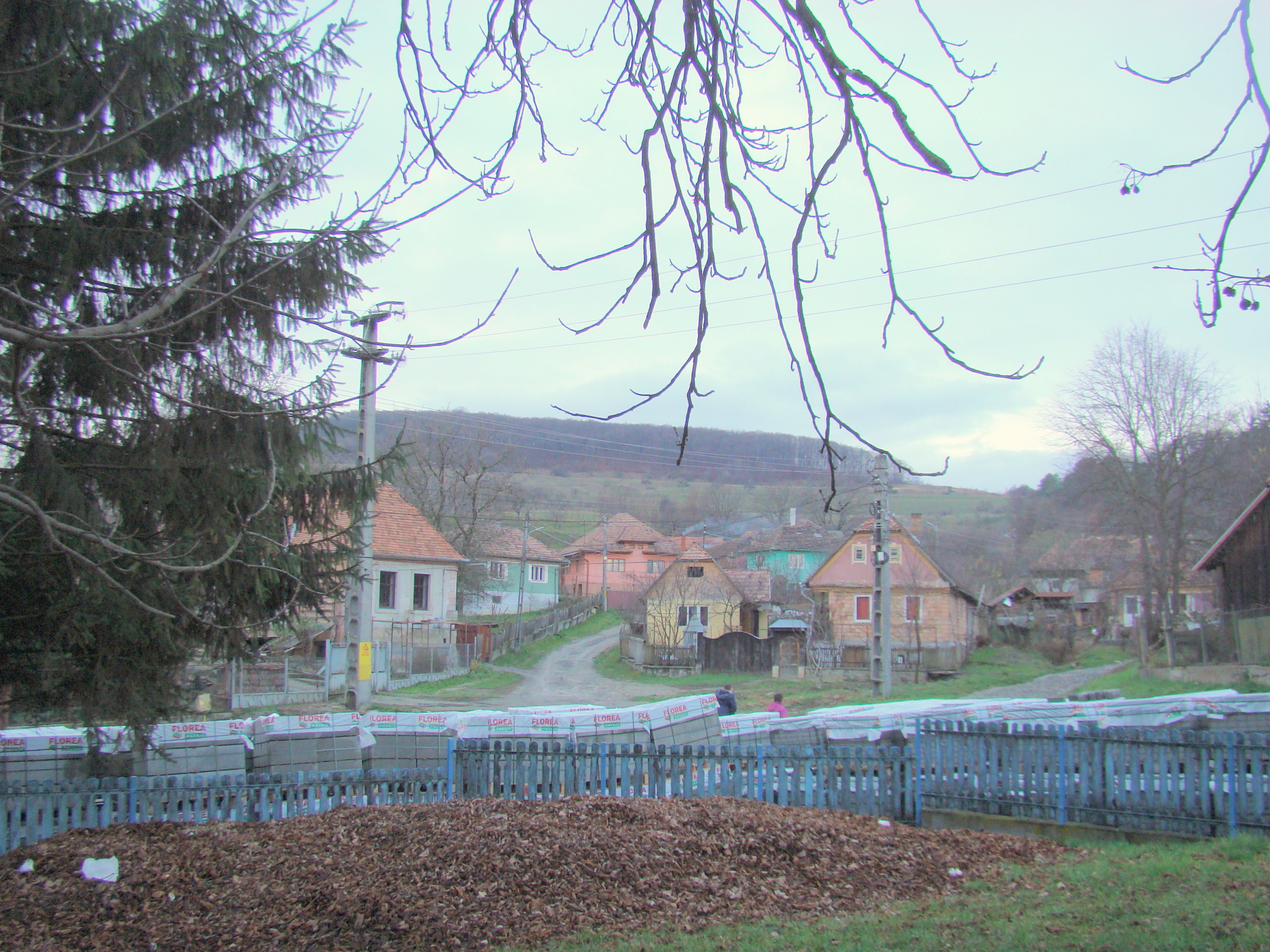

## Imagini din interior

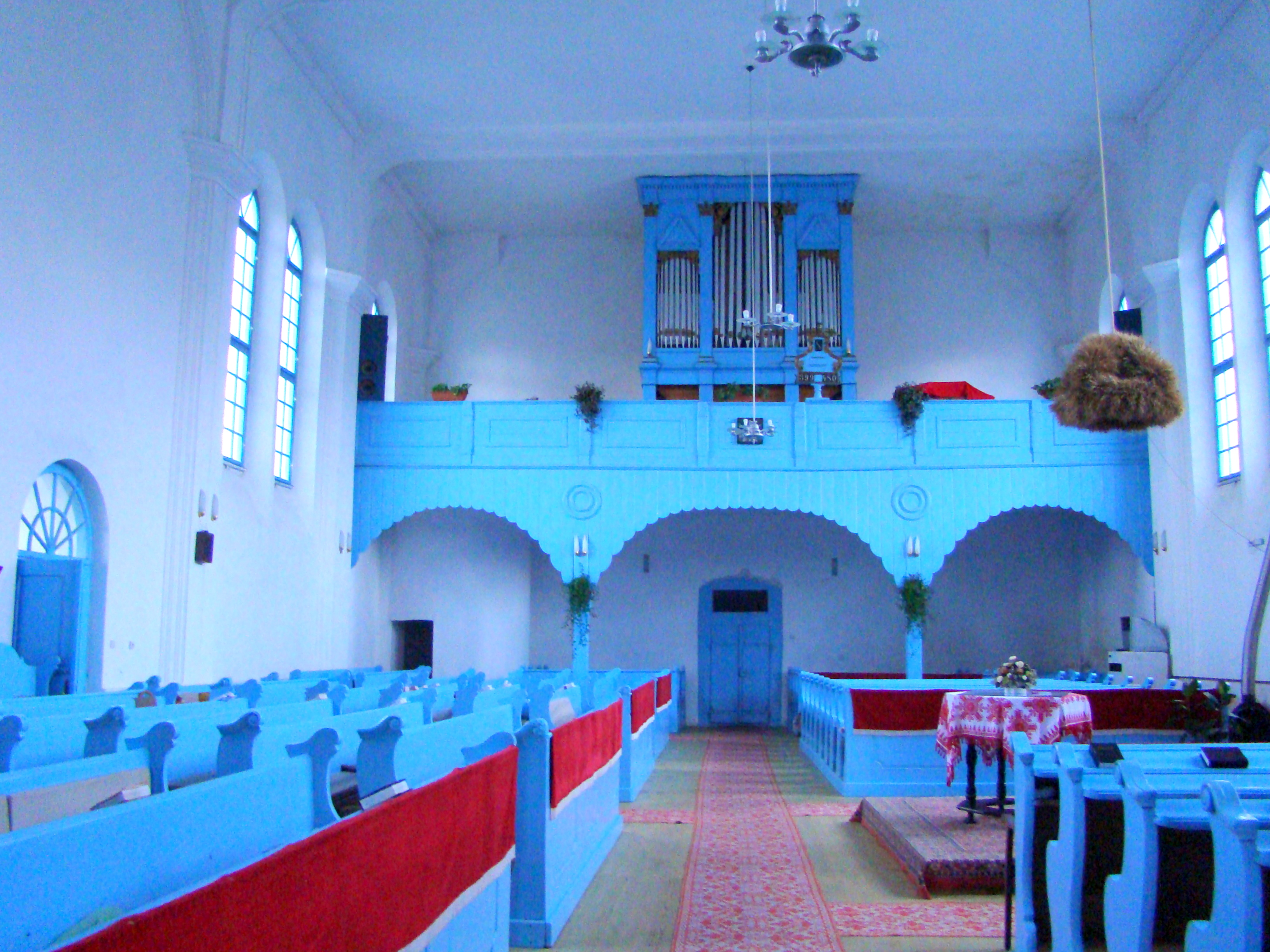
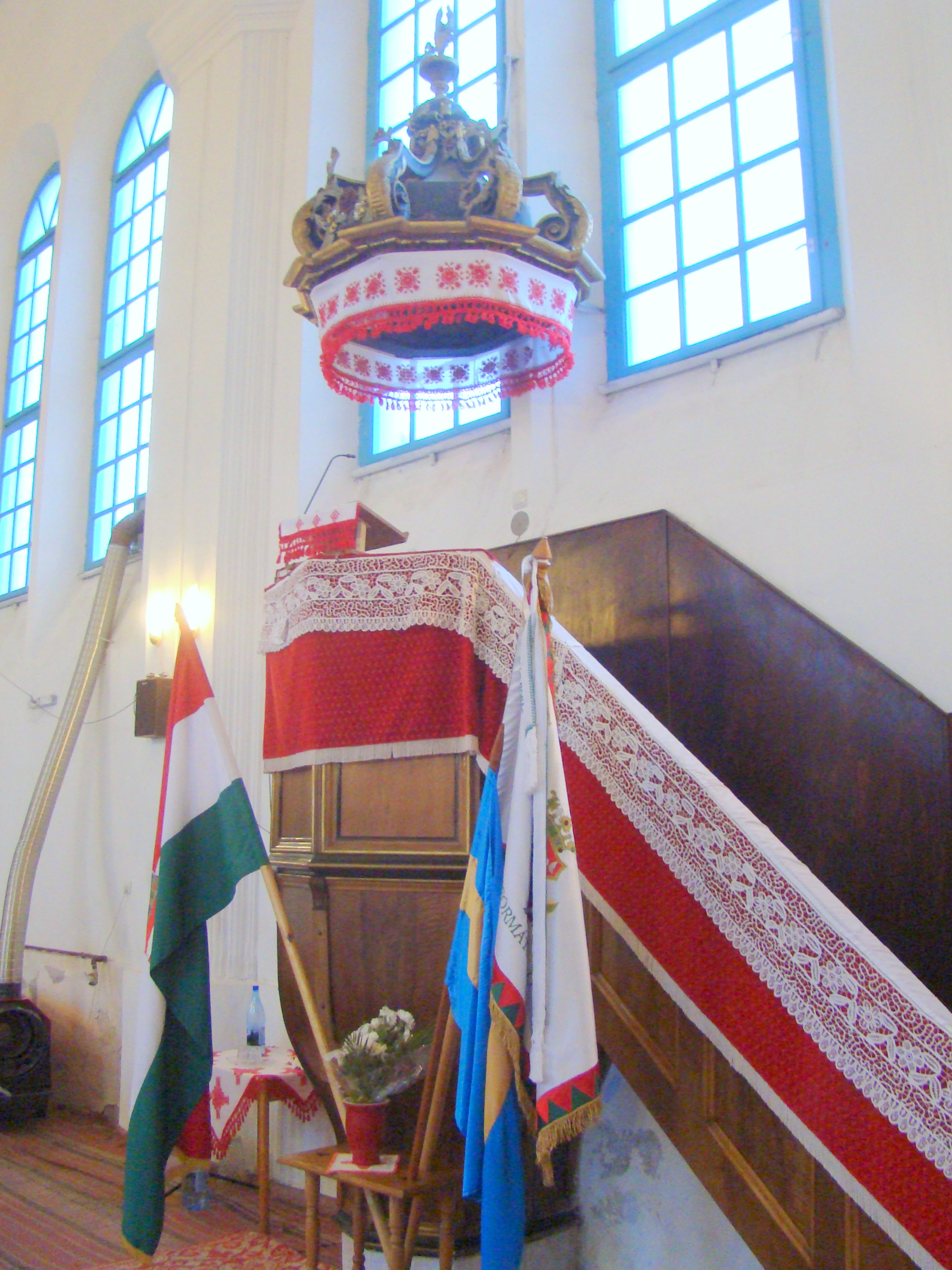
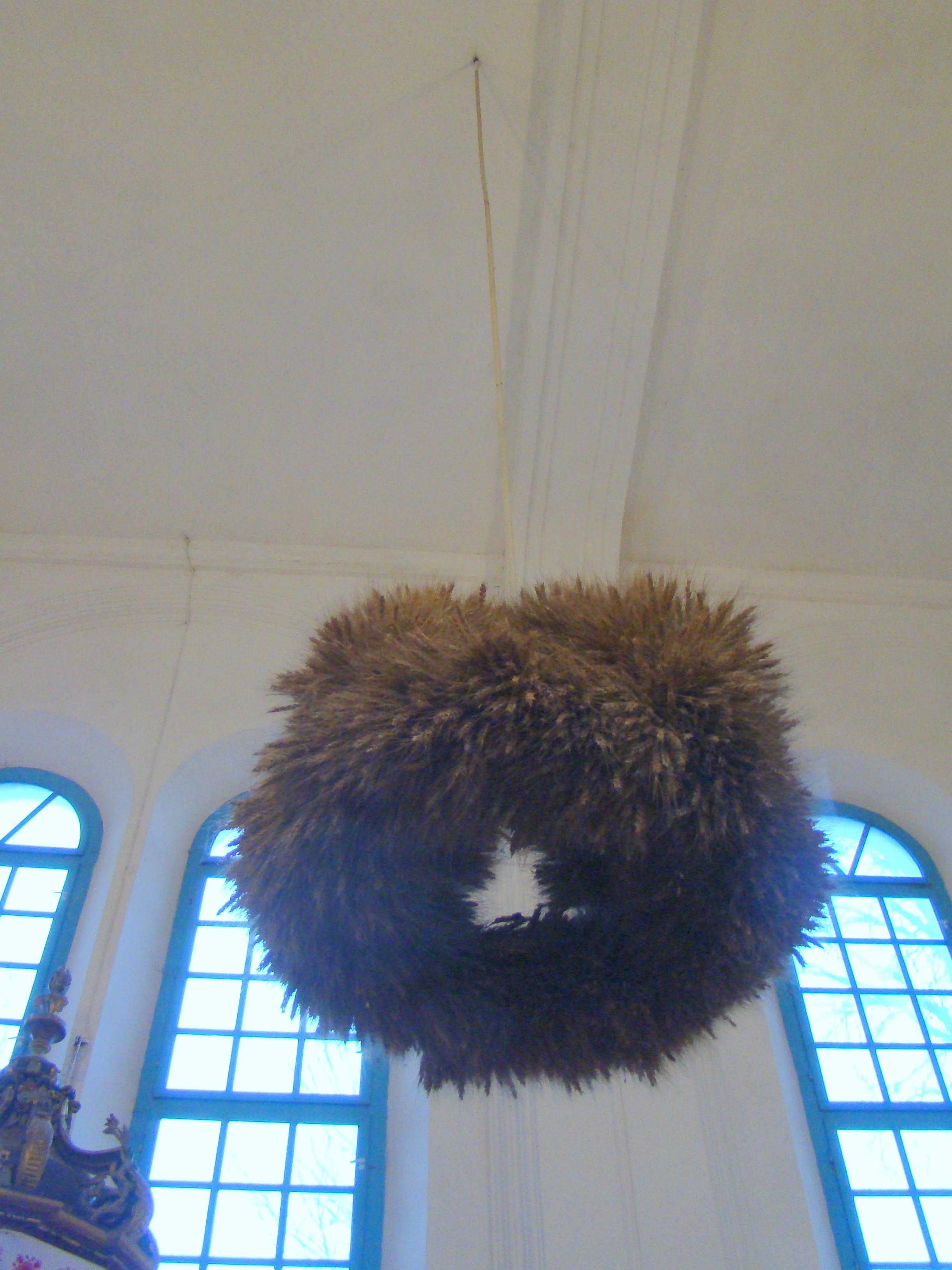
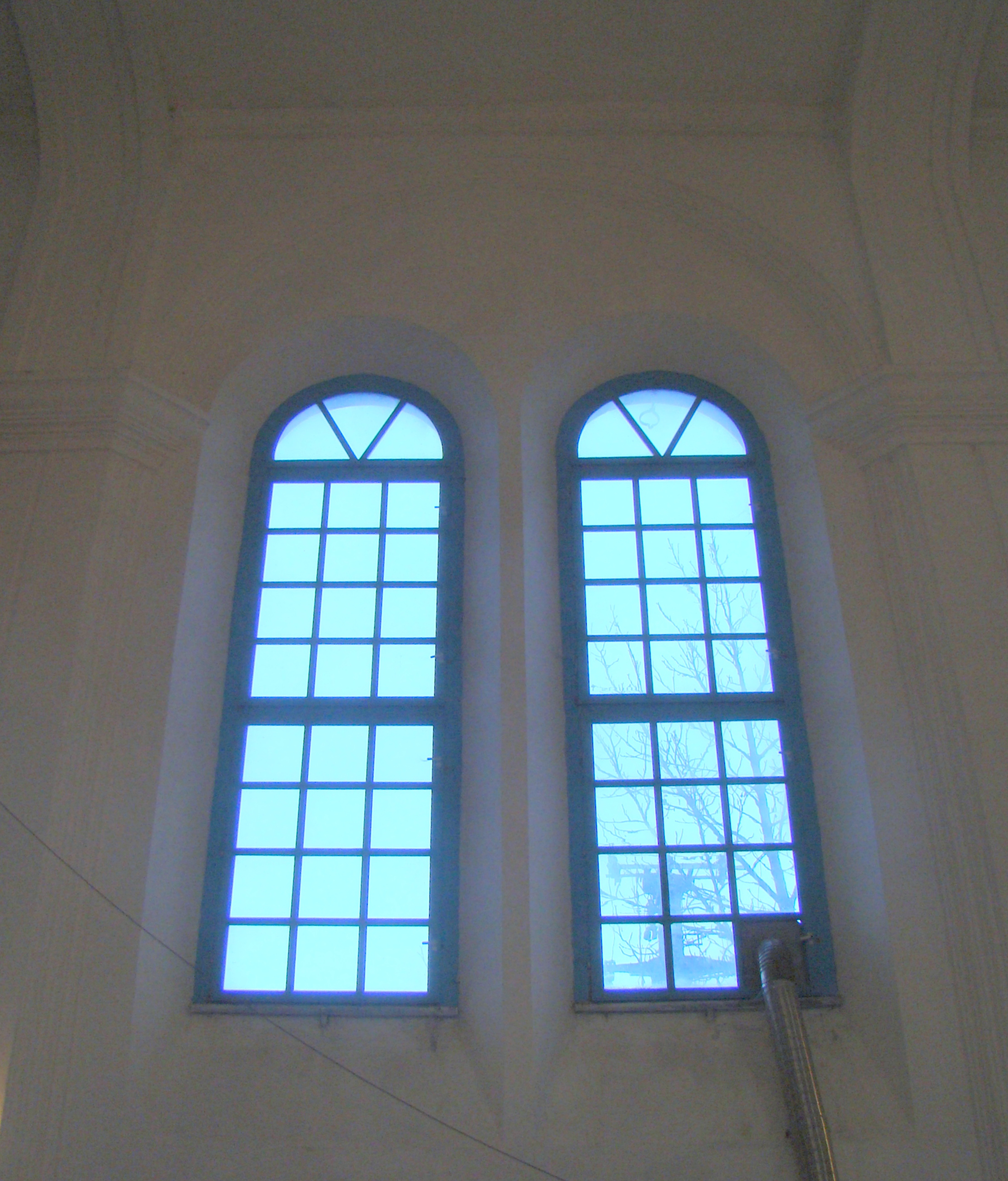
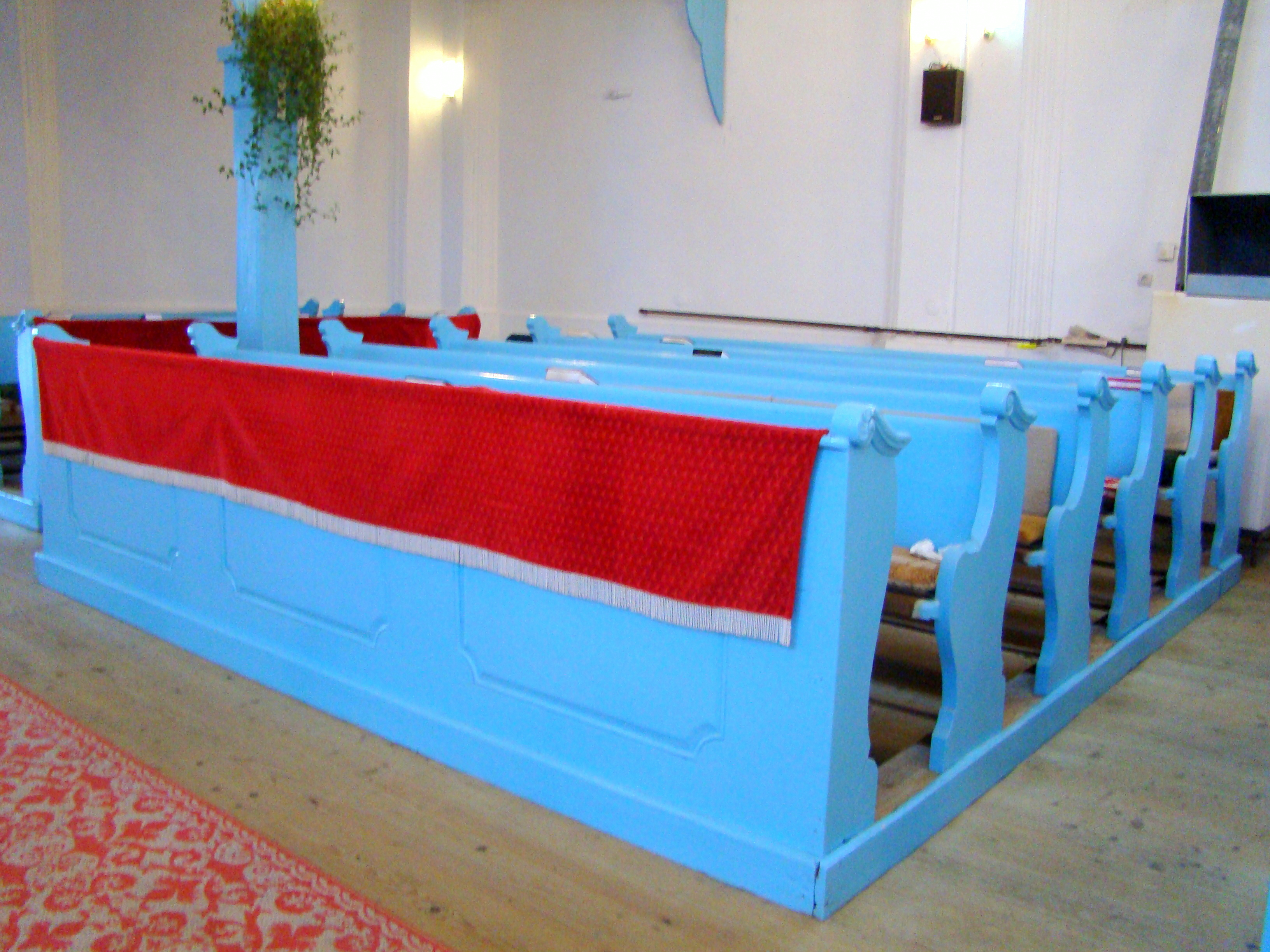
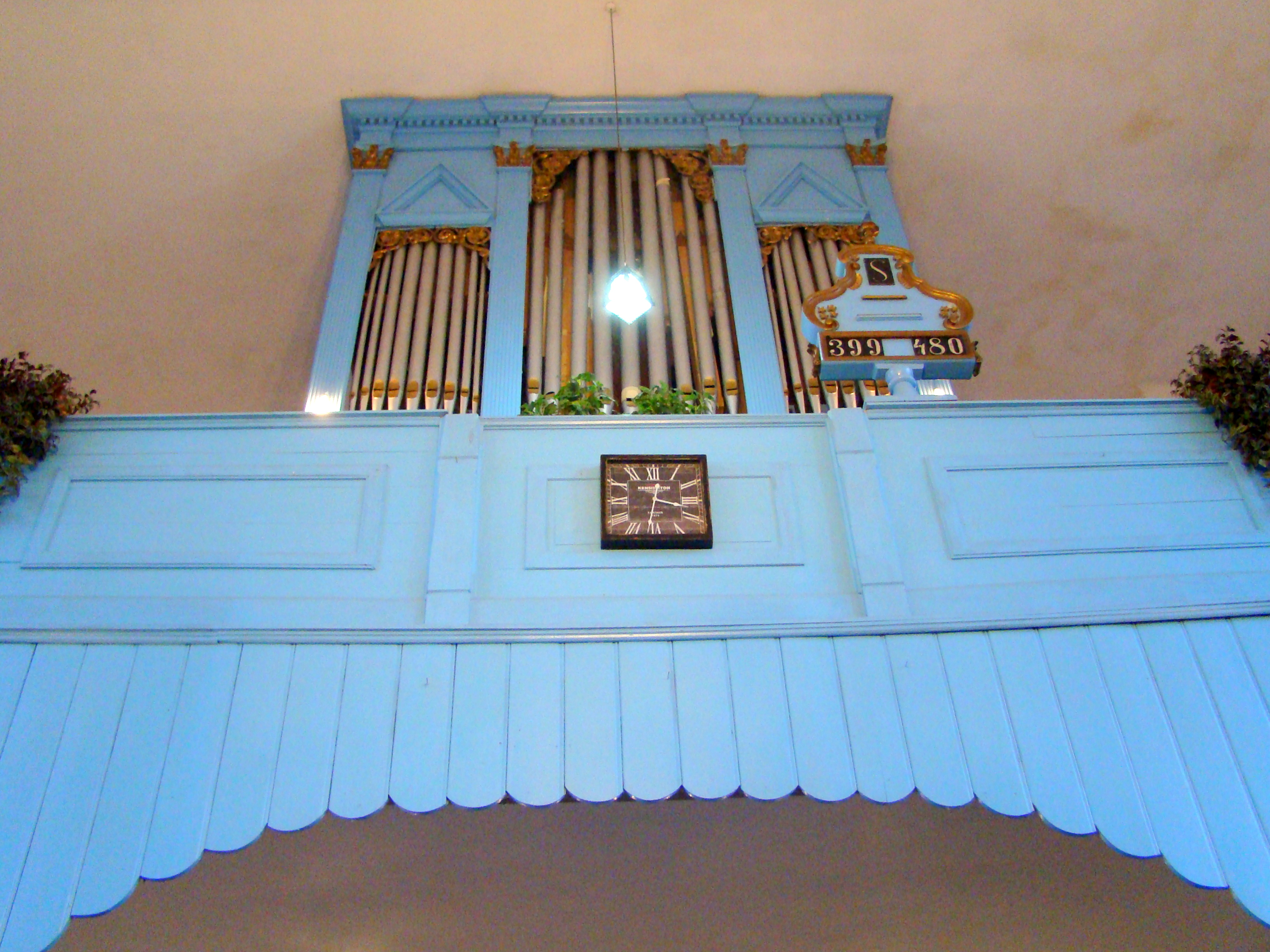
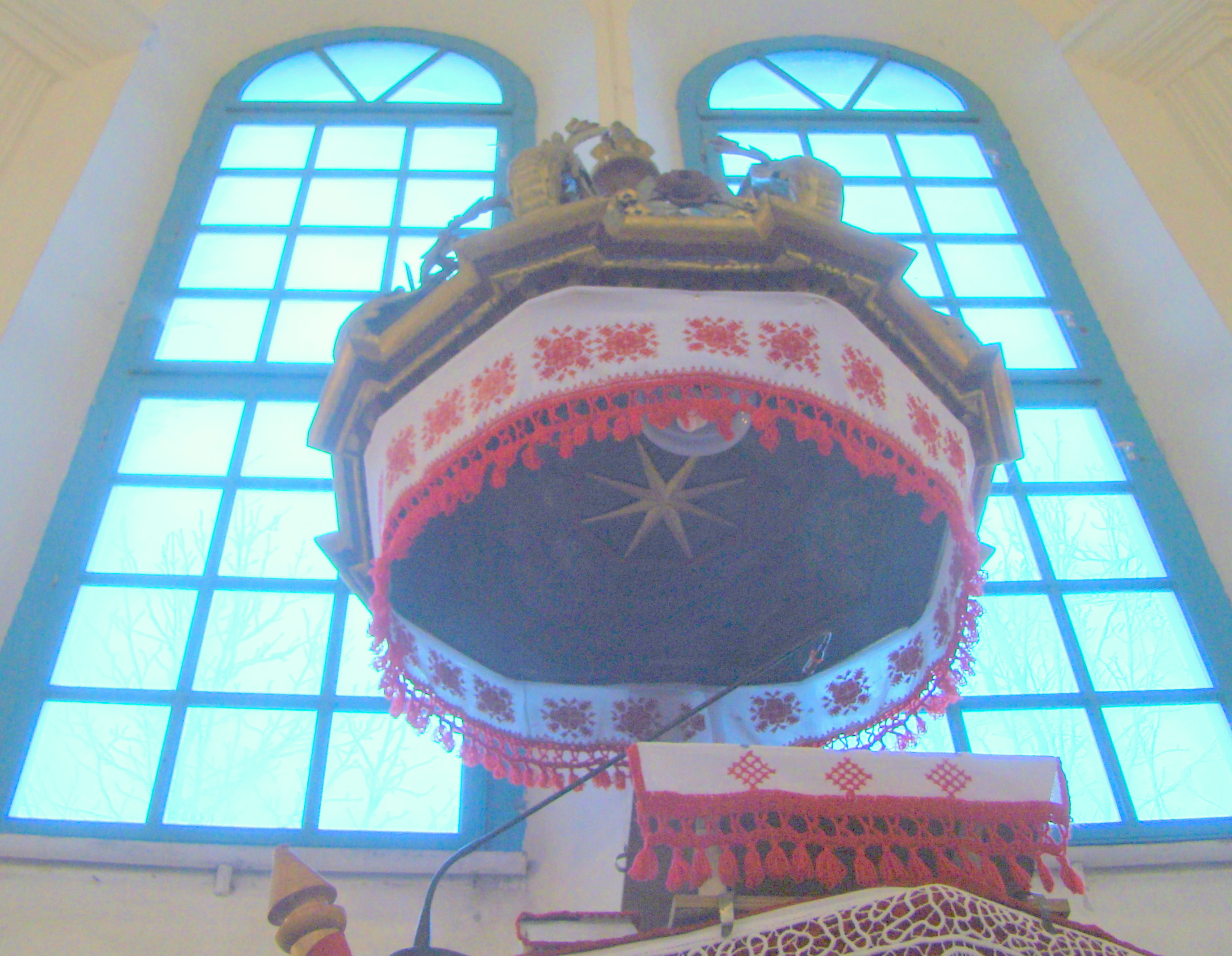
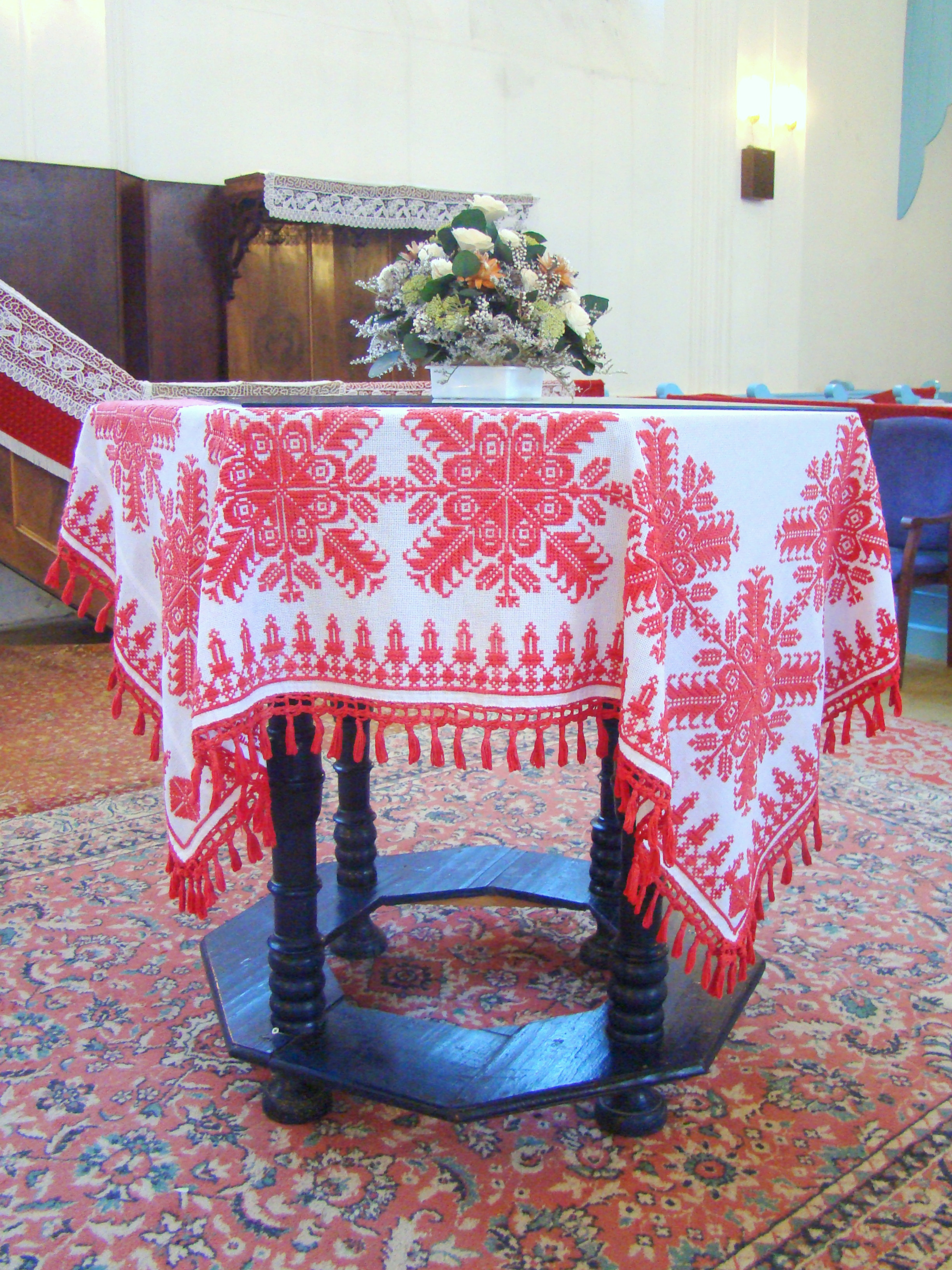
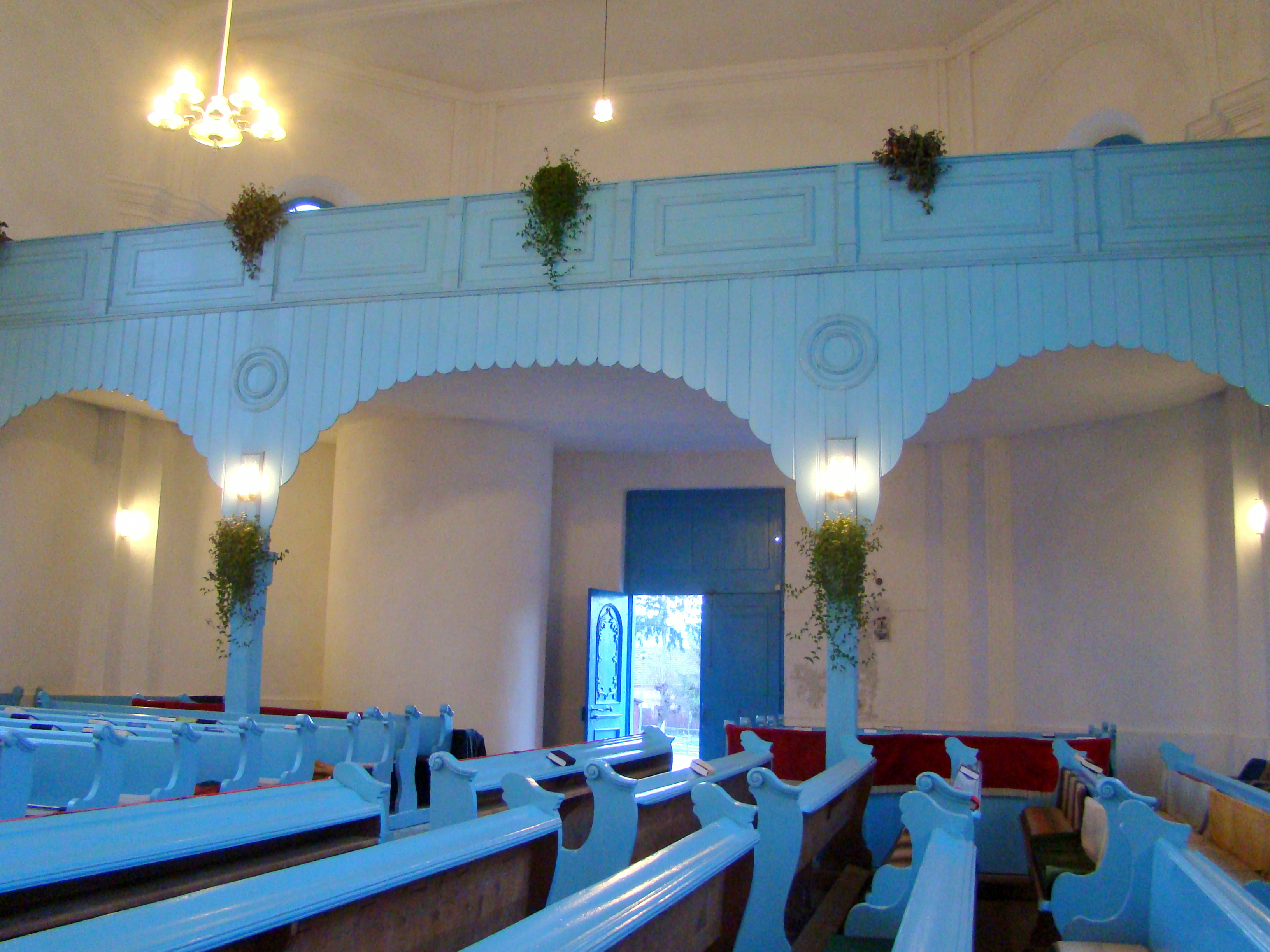
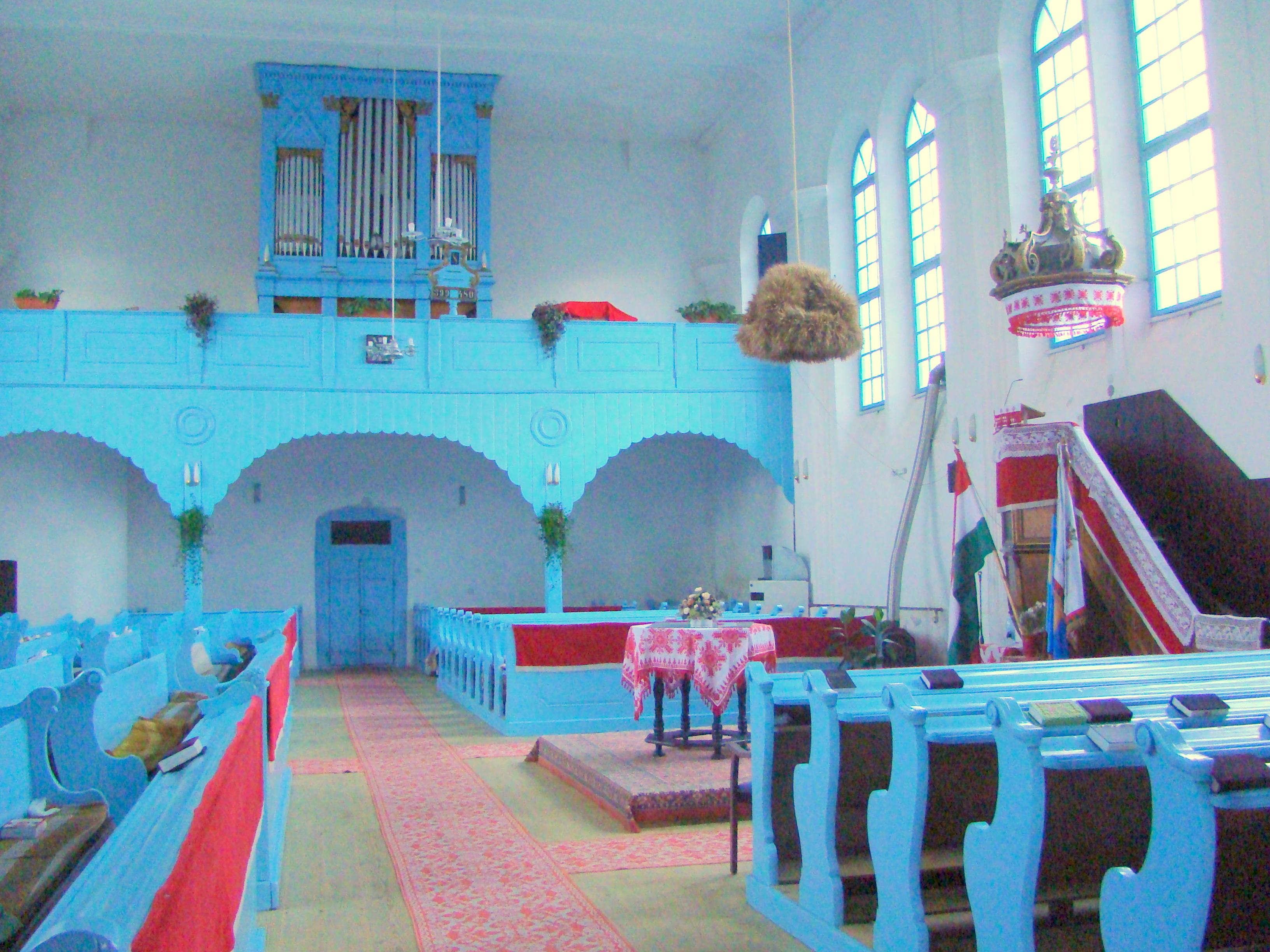
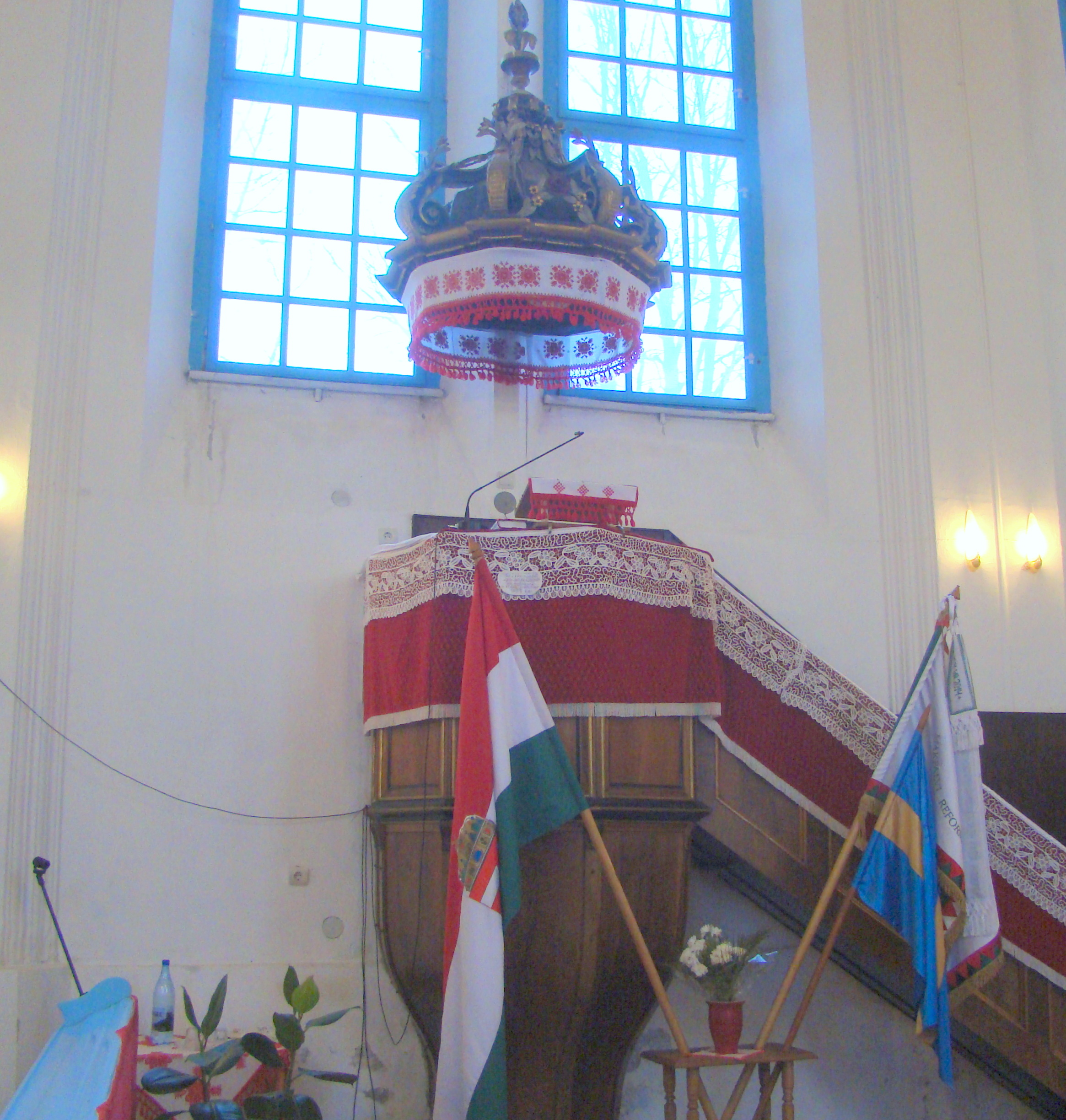
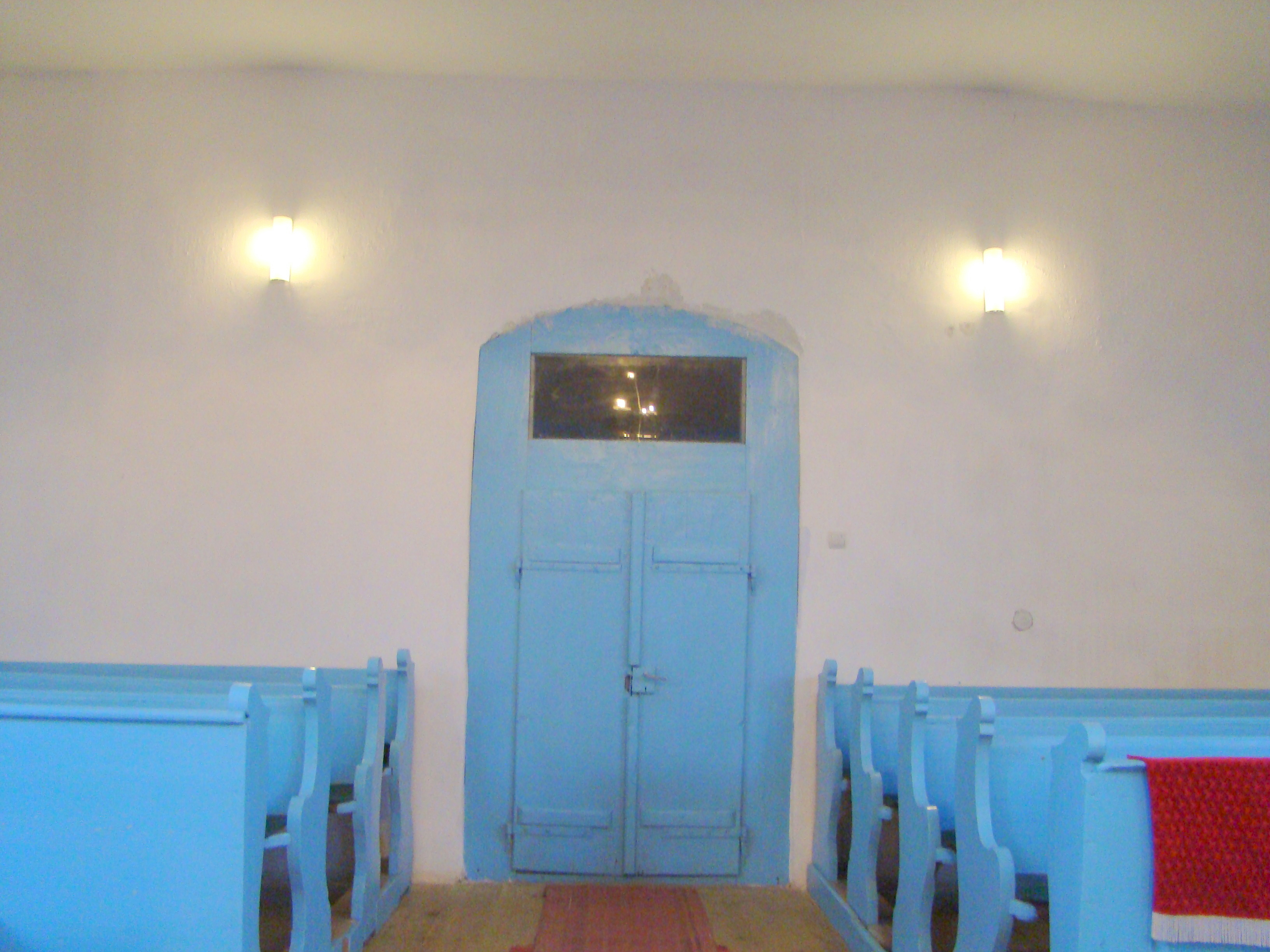
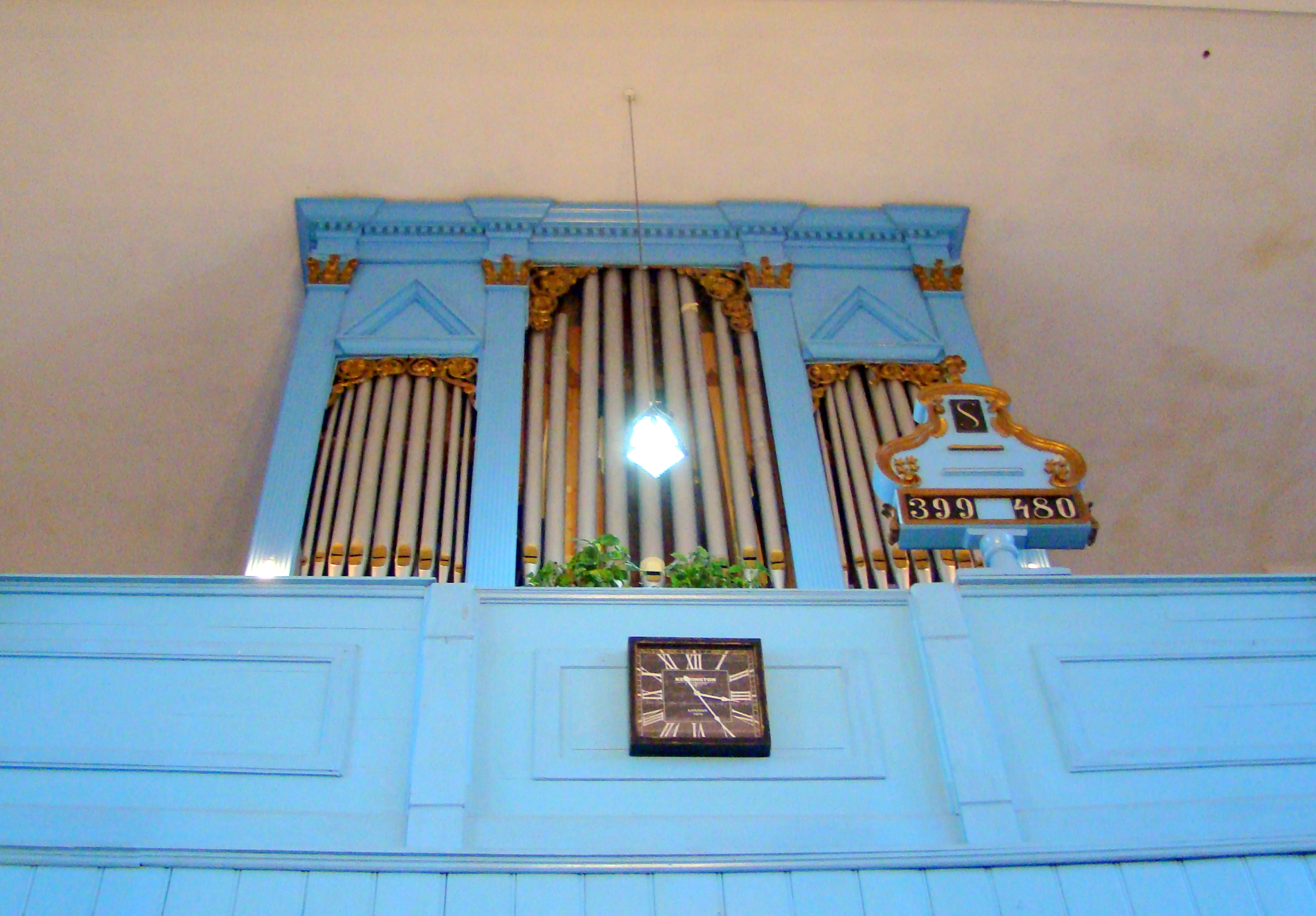
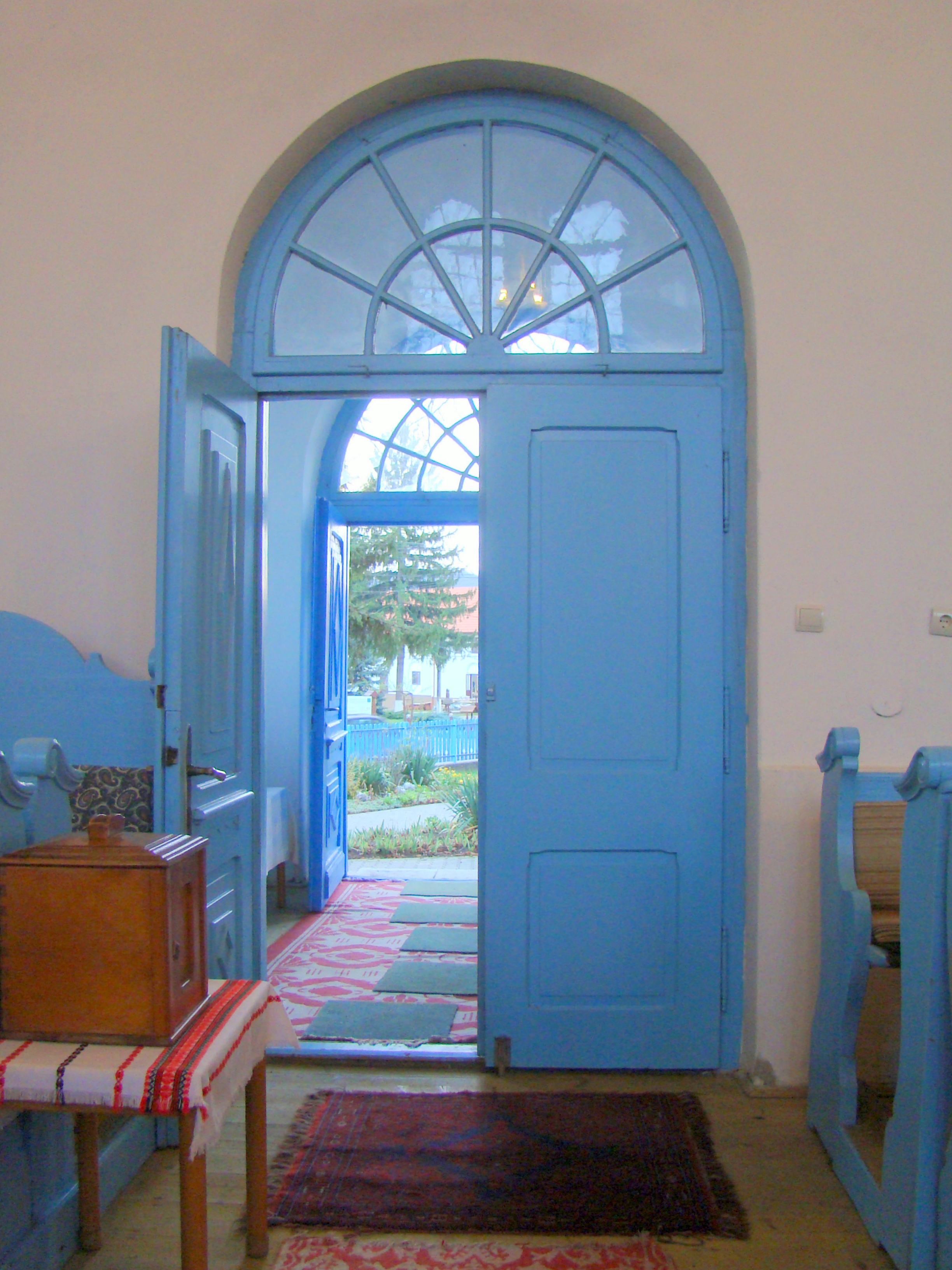

## Vezi și
- Ghindari, Mureș